# Lijst van vissen C
Deze lijst van vissen C bevat alle vissen beginnende met de letter C zoals opgenomen in FishBase. De lijst is gebaseerd op de wetenschappelijke naam van de vissoort. Voor de overige namen zie: Lijst van alle vissen.
1. Cabillus atripelvicus
2. Cabillus caudimacula
3. Cabillus lacertops
4. Cabillus macrophthalmus
5. Cabillus tongarevae
6. Caecobarbus geertsii
7. Caecocypris basimi
8. Caecogobius cryptophthalmus
9. Caecula pterygera
10. Caelatoglanis zonatus
11. Caenotropus labyrinthicus
12. Caenotropus maculosus
13. Caenotropus mestomorgmatos
14. Caenotropus schizodon
15. Caesio caerulaurea
16. Caesio cuning
17. Caesio lunaris
18. Caesio striata
19. Caesio suevica
20. Caesio teres
21. Caesio varilineata
22. Caesio xanthonota
23. Caesioperca lepidoptera
24. Caesioperca rasor
25. Caesioscorpis theagenes
26. Caffrogobius agulhensis
27. Caffrogobius caffer
28. Caffrogobius dubius
29. Caffrogobius gilchristi
30. Caffrogobius natalensis
31. Caffrogobius nudiceps
32. Caffrogobius saldanha
33. Caiapobrycon tucurui
34. Cairnsichthys rhombosomoides
35. Calamiana illota
36. Calamiana kabilia
37. Calamiana mindora
38. Calamiana polylepis
39. Calamiana variegata
40. Calamopteryx goslinei
41. Calamopteryx jeb
42. Calamopteryx robinsorum
43. Calamus arctifrons
44. Calamus bajonado
45. Calamus brachysomus
46. Calamus calamus
47. Calamus campechanus
48. Calamus cervigoni
49. Calamus leucosteus
50. Calamus mu
51. Calamus nodosus
52. Calamus penna
53. Calamus pennatula
54. Calamus proridens
55. Calamus taurinus
56. Callanthias allporti
57. Callanthias australis
58. Callanthias japonicus
59. Callanthias legras
60. Callanthias parini
61. Callanthias platei
62. Callanthias ruber
63. Callanthias splendens
64. Callechelys bilinearis
65. Callechelys bitaeniata
66. Callechelys catostoma
67. Callechelys cliffi
68. Callechelys eristigma
69. Callechelys galapagensis
70. Callechelys guineensis
71. Callechelys leucoptera
72. Callechelys lutea
73. Callechelys marmorata
74. Callechelys muraena
75. Callechelys papulosa
76. Callechelys randalli
77. Callechelys springeri
78. Callechelys striata
79. Callichthys callichthys
80. Callichthys fabricioi
81. Callichthys oibaensis
82. Callichthys serralabium
83. Calliclinus geniguttatus
84. Calliclinus nudiventris
85. Callionymus aagilis
86. Callionymus acutirostris
87. Callionymus afilum
88. Callionymus africanus
89. Callionymus altipinnis
90. Callionymus amboina
91. Callionymus annulatus
92. Callionymus australis
93. Callionymus bairdi
94. Callionymus belcheri
95. Callionymus beniteguri
96. Callionymus bentuviai
97. Callionymus bifilum
98. Callionymus bleekeri
99. Callionymus caeruleonotatus
100. Callionymus carebares
101. Callionymus colini
102. Callionymus comptus
103. Callionymus cooperi
104. Callionymus csiro
105. Callionymus curvicornis
106. Callionymus decoratus
107. Callionymus delicatulus
108. Callionymus doryssus
109. Callionymus draconis
110. Callionymus enneactis
111. Callionymus erythraeus
112. Callionymus fasciatus
113. Callionymus filamentosus
114. Callionymus flavus
115. Callionymus fluviatilis
116. Callionymus formosanus
117. Callionymus futuna
118. Callionymus gardineri
119. Callionymus goodladi
120. Callionymus grossi
121. Callionymus guentheri
122. Callionymus hainanensis
123. Callionymus hildae
124. Callionymus hindsii
125. Callionymus io
126. Callionymus japonicus
127. Callionymus kailolae
128. Callionymus kanakorum
129. Callionymus keeleyi
130. Callionymus kotthausi
131. Callionymus leucobranchialis
132. Callionymus leucopoecilus
133. Callionymus limiceps
134. Callionymus luridus
135. Callionymus lyra
136. Callionymus macclesfieldensis
137. Callionymus maculatus
138. Callionymus margaretae
139. Callionymus marleyi
140. Callionymus marquesensis
141. Callionymus martinae
142. Callionymus mascarenus
143. Callionymus megastomus
144. Callionymus melanotopterus
145. Callionymus meridionalis
146. Callionymus moretonensis
147. Callionymus mortenseni
148. Callionymus muscatensis
149. Callionymus neptunius
150. Callionymus obscurus
151. Callionymus ochiaii
152. Callionymus octostigmatus
153. Callionymus ogilbyi
154. Callionymus oxycephalus
155. Callionymus persicus
156. Callionymus planus
157. Callionymus platycephalus
158. Callionymus pleurostictus
159. Callionymus pusillus
160. Callionymus regani
161. Callionymus reticulatus
162. Callionymus risso
163. Callionymus rivatoni
164. Callionymus russelli
165. Callionymus sagitta
166. Callionymus sanctaehelenae
167. Callionymus scabriceps
168. Callionymus schaapii
169. Callionymus semeiophor
170. Callionymus sereti
171. Callionymus simplicicornis
172. Callionymus sphinx
173. Callionymus spiniceps
174. Callionymus stigmatopareius
175. Callionymus sublaevis
176. Callionymus superbus
177. Callionymus tenuis
178. Callionymus tethys
179. Callionymus umbrithorax
180. Callionymus valenciennei
181. Callionymus variegatus
182. Callionymus whiteheadi
183. Callionymus zythros
184. Calliurichthys izuensis
185. Calliurichthys scaber
186. Callochromis macrops
187. Callochromis melanostigma
188. Callochromis pleurospilus
189. Callogobius amikami
190. Callogobius bauchotae
191. Callogobius bifasciatus
192. Callogobius centrolepis
193. Callogobius clitellus
194. Callogobius crassus
195. Callogobius depressus
196. Callogobius dori
197. Callogobius flavobrunneus
198. Callogobius hasseltii
199. Callogobius hastatus
200. Callogobius liolepis
201. Callogobius maculipinnis
202. Callogobius mucosus
203. Callogobius nigromarginatus
204. Callogobius okinawae
205. Callogobius plumatus
206. Callogobius producta
207. Callogobius sclateri
208. Callogobius seshaiyai
209. Callogobius sheni
210. Callogobius snelliusi
211. Callogobius stellatus
212. Callogobius tanegasimae
213. Callopanchax huwaldi
214. Callopanchax monroviae
215. Callopanchax occidentalis
216. Callopanchax toddi
217. Calloplesiops altivelis
218. Calloplesiops argus
219. Callorhinchus callorynchus
220. Callorhinchus capensis
221. Callorhinchus milii
222. Calophysus macropterus
223. Calotomus carolinus
224. Calotomus japonicus
225. Calotomus spinidens
226. Calotomus viridescens
227. Calotomus zonarchus
228. Calumia godeffroyi
229. Calumia profunda
230. Campellolebias brucei
231. Campellolebias chrysolineatus
232. Campellolebias dorsimaculatus
233. Campellolebias intermedius
234. Campichthys galei
235. Campichthys nanus
236. Campichthys tricarinatus
237. Campichthys tryoni
238. Campogramma glaycos
239. Campostoma anomalum
240. Campostoma oligolepis
241. Campostoma ornatum
242. Campostoma pauciradii
243. Campostoma pullum
244. Campylomormyrus alces
245. Campylomormyrus bredoi
246. Campylomormyrus cassaicus
247. Campylomormyrus christyi
248. Campylomormyrus curvirostris
249. Campylomormyrus elephas
250. Campylomormyrus luapulaensis
251. Campylomormyrus mirus
252. Campylomormyrus numenius
253. Campylomormyrus orycteropus
254. Campylomormyrus phantasticus
255. Campylomormyrus rhynchophorus
256. Campylomormyrus tamandua
257. Campylomormyrus tshokwe
258. Cancelloxus burrelli
259. Cancelloxus elongatus
260. Cancelloxus longior
261. Candidia barbatus
262. Cantherhines dumerilii
263. Cantherhines fronticinctus
264. Cantherhines longicaudus
265. Cantherhines macrocerus
266. Cantherhines melanoides
267. Cantherhines multilineatus
268. Cantherhines pardalis
269. Cantherhines pullus
270. Cantherhines rapanui
271. Cantherhines sandwichiensis
272. Cantherhines tiki
273. Cantherhines verecundus
274. Cantheschenia grandisquamis
275. Cantheschenia longipinnis
276. Canthidermis macrolepis
277. Canthidermis maculata
278. Canthidermis sufflamen
279. Canthigaster amboinensis
280. Canthigaster bennetti
281. Canthigaster callisterna
282. Canthigaster capistrata
283. Canthigaster compressa
284. Canthigaster coronata
285. Canthigaster cyanetron
286. Canthigaster epilampra
287. Canthigaster figueiredoi
288. Canthigaster flavoreticulata
289. Canthigaster inframacula
290. Canthigaster investigatoris
291. Canthigaster jactator
292. Canthigaster jamestyleri
293. Canthigaster janthinoptera
294. Canthigaster leoparda
295. Canthigaster margaritata
296. Canthigaster marquesensis
297. Canthigaster natalensis
298. Canthigaster ocellicincta
299. Canthigaster papua
300. Canthigaster punctata
301. Canthigaster punctatissima
302. Canthigaster pygmaea
303. Canthigaster rapaensis
304. Canthigaster rivulata
305. Canthigaster rostrata
306. Canthigaster sanctaehelenae
307. Canthigaster smithae
308. Canthigaster solandri
309. Canthigaster supramacula
310. Canthigaster tyleri
311. Canthigaster valentini
312. Capoeta aculeata
313. Capoeta angorae
314. Capoeta antalyensis
315. Capoeta baliki
316. Capoeta banarescui
317. Capoeta barroisi
318. Capoeta bergamae
319. Capoeta buhsei
320. Capoeta capoeta capoeta
321. Capoeta capoeta sevangi
322. Capoeta damascina
323. Capoeta ekmekciae
324. Capoeta fusca
325. Capoeta kosswigi
326. Capoeta pestai
327. Capoeta sieboldii
328. Capoeta tinca
329. Capoeta trutta
330. Capoeta umbla
331. Capoetobrama kuschakewitschi kuschakewitschi
332. Capoetobrama kuschakewitschi orientalis
333. Caprichromis liemi
334. Caprichromis orthognathus
335. Caprichthys gymnura
336. Caprodon krasyukovae
337. Caprodon longimanus
338. Caprodon schlegelii
339. Capromimus abbreviatus
340. Capropygia unistriata
341. Capros aper
342. Caquetaia kraussii
343. Caquetaia myersi
344. Caquetaia spectabilis
345. Caquetaia umbrifera
346. Caracanthus maculatus
347. Caracanthus madagascariensis
348. Caracanthus typicus
349. Caracanthus unipinna
350. Caragobius burmanicus
351. Caragobius rubristriatus
352. Caragobius urolepis
353. Caralophia loxochila
354. Carangoides armatus
355. Carangoides bajad
356. Carangoides bartholomaei
357. Carangoides chrysophrys
358. Carangoides ciliarius
359. Carangoides coeruleopinnatus
360. Carangoides dinema
361. Carangoides equula
362. Carangoides ferdau
363. Carangoides fulvoguttatus
364. Carangoides gymnostethus
365. Carangoides hedlandensis
366. Carangoides humerosus
367. Carangoides malabaricus
368. Carangoides oblongus
369. Carangoides orthogrammus
370. Carangoides otrynter
371. Carangoides plagiotaenia
372. Carangoides praeustus
373. Carangoides ruber
374. Carangoides talamparoides
375. Caranx bucculentus
376. Caranx caballus
377. Caranx caninus
378. Caranx crysos
379. Caranx fischeri
380. Caranx heberi
381. Caranx hippos
382. Caranx ignobilis
383. Caranx latus
384. Caranx lugubris
385. Caranx melampygus
386. Caranx papuensis
387. Caranx rhonchus
388. Caranx sansun
389. Caranx senegallus
390. Caranx sexfasciatus
391. Caranx tille
392. Caranx vinctus
393. Carapus acus
394. Carapus bermudensis
395. Carapus boraborensis
396. Carapus dubius
397. Carapus mourlani
398. Carapus sluiteri
399. Carasobarbus apoensis
400. Carasobarbus canis
401. Carasobarbus chantrei
402. Carasobarbus exulatus
403. Carasobarbus luteus
404. Carassioides acuminatus
405. Carassioides argentea
406. Carassioides macropterus
407. Carassius auratus argenteaphthalmus
408. Carassius auratus auratus
409. Carassius auratus buergeri
410. Carassius auratus grandoculis
411. Carassius auratus langsdorfii
412. Carassius carassius
413. Carassius cuvieri
414. Carassius gibelio
415. Carcharhinus acronotus
416. Carcharhinus albimarginatus
417. Carcharhinus altimus
418. Carcharhinus amblyrhynchoides
419. Carcharhinus amblyrhynchos
420. Carcharhinus amboinensis
421. Carcharhinus borneensis
422. Carcharhinus brachyurus
423. Carcharhinus brevipinna
424. Carcharhinus cautus
425. Carcharhinus dussumieri
426. Carcharhinus falciformis
427. Carcharhinus fitzroyensis
428. Carcharhinus galapagensis
429. Carcharhinus hemiodon
430. Carcharhinus isodon
431. Carcharhinus leiodon
432. Carcharhinus leucas
433. Carcharhinus limbatus
434. Carcharhinus longimanus
435. Carcharhinus macloti
436. Carcharhinus macrops
437. Carcharhinus melanopterus
438. Carcharhinus obscurus
439. Carcharhinus perezii
440. Carcharhinus plumbeus
441. Carcharhinus porosus
442. Carcharhinus sealei
443. Carcharhinus signatus
444. Carcharhinus sorrah
445. Carcharhinus tilstoni
446. Carcharias taurus
447. Carcharias tricuspidatus
448. Carcharodon carcharias
449. Cardiopharynx schoutedeni
450. Careproctus abbreviatus
451. Careproctus acaecus
452. Careproctus acanthodes
453. Careproctus aciculipunctatus
454. Careproctus acifer
455. Careproctus aculeolatus
456. Careproctus albescens
457. Careproctus ampliceps
458. Careproctus armatus
459. Careproctus atacamensis
460. Careproctus atrans
461. Careproctus attenuatus
462. Careproctus aureomarginatus
463. Careproctus bathycoetus
464. Careproctus batialis
465. Careproctus bowersianus
466. Careproctus cactiformis
467. Careproctus canus
468. Careproctus catherinae
469. Careproctus colletti
470. Careproctus comus
471. Careproctus continentalis
472. Careproctus credispinulosus
473. Careproctus crozetensis
474. Careproctus curilanus
475. Careproctus cyclocephalus
476. Careproctus cypseluroides
477. Careproctus cypselurus
478. Careproctus derjugini
479. Careproctus discoveryae
480. Careproctus dubius
481. Careproctus ectenes
482. Careproctus eltaninae
483. Careproctus falklandicus
484. Careproctus faunus
485. Careproctus fedorovi
486. Careproctus filamentosus
487. Careproctus furcellus
488. Careproctus georgianus
489. Careproctus gilberti
490. Careproctus guillemi
491. Careproctus herwigi
492. Careproctus homopterus
493. Careproctus hyaleius
494. Careproctus improvisus
495. Careproctus inflexidens
496. Careproctus kidoi
497. Careproctus knipowitschi
498. Careproctus lacmi
499. Careproctus leptorhinus
500. Careproctus longifilis
501. Careproctus longipectoralis
502. Careproctus longipinnis
503. Careproctus macranchus
504. Careproctus macrodiscus
505. Careproctus macrophthalmus
506. Careproctus maculosus
507. Careproctus magellanicus
508. Careproctus marginatus
509. Careproctus mederi
510. Careproctus melanuroides
511. Careproctus melanurus
512. Careproctus merretti
513. Careproctus micropus
514. Careproctus microstomus
515. Careproctus minimus
516. Careproctus mollis
517. Careproctus nigricans
518. Careproctus novaezelandiae
519. Careproctus opisthotremus
520. Careproctus oregonensis
521. Careproctus ostentum
522. Careproctus ovigerus
523. Careproctus pallidus
524. Careproctus parini
525. Careproctus parvidiscus
526. Careproctus parviporatus
527. Careproctus patagonicus
528. Careproctus paxtoni
529. Careproctus phasma
530. Careproctus polarsterni
531. Careproctus profundicola
532. Careproctus pseudoprofundicola
533. Careproctus pycnosoma
534. Careproctus ranula
535. Careproctus rastrinoides
536. Careproctus rastrinus
537. Careproctus reinhardti
538. Careproctus rhodomelas
539. Careproctus rimiventris
540. Careproctus roseofuscus
541. Careproctus rotundifrons
542. Careproctus sandwichensis
543. Careproctus scaphopterus
544. Careproctus scottae
545. Careproctus segaliensis
546. Careproctus seraphimae
547. Careproctus simus
548. Careproctus sinensis
549. Careproctus smirnovi
550. Careproctus solidus
551. Careproctus spectrum
552. Careproctus steini
553. Careproctus stigmatogenus
554. Careproctus tapirus
555. Careproctus telescopus
556. Careproctus trachysoma
557. Careproctus tricapitidens
558. Careproctus vladibeckeri
559. Careproctus zachirus
560. Careproctus zispi
561. Carinotetraodon borneensis
562. Carinotetraodon imitator
563. Carinotetraodon irrubesco
564. Carinotetraodon lorteti
565. Carinotetraodon salivator
566. Carinotetraodon travancoricus
567. Caristius groenlandicus
568. Caristius japonicus
569. Caristius macropus
570. Carlana eigenmanni
571. Carlastyanax aurocaudatus
572. Carlhubbsia kidderi
573. Carlhubbsia stuarti
574. Carnegiella marthae
575. Carnegiella myersi
576. Carnegiella schereri
577. Carnegiella strigata
578. Carpiodes carpio
579. Carpiodes cyprinus
580. Carpiodes velifer
581. Caspialosa curensis
582. Caspiomyzon wagneri
583. Caspiosoma caspium
584. Cataetyx alleni
585. Cataetyx bruuni
586. Cataetyx chthamalorhynchus
587. Cataetyx hawaiiensis
588. Cataetyx laticeps
589. Cataetyx lepidogenys
590. Cataetyx messieri
591. Cataetyx nielseni
592. Cataetyx niki
593. Cataetyx platyrhynchus
594. Cataetyx rubrirostris
595. Cataetyx simus
596. Catathyridium garmani
597. Catathyridium grandirivi
598. Catathyridium jenynsii
599. Catathyridium lorentzii
600. Catesbya pseudomuraena
601. Cathorops agassizii
602. Cathorops aguadulce
603. Cathorops arenatus
604. Cathorops belizensis
605. Cathorops dasycephalus
606. Cathorops fuerthii
607. Cathorops higuchii
608. Cathorops hypophthalmus
609. Cathorops kailolae
610. Cathorops laticeps
611. Cathorops manglarensis
612. Cathorops mapale
613. Cathorops melanopus
614. Cathorops multiradiatus
615. Cathorops nuchalis
616. Cathorops puncticulatus
617. Cathorops spixii
618. Cathorops steindachneri
619. Cathorops tuyra
620. Cathorops variolosus
621. Catla catla
622. Catlocarpio siamensis
623. Catoprion mento
624. Catostomus ardens
625. Catostomus bernardini
626. Catostomus cahita
627. Catostomus catostomus catostomus
628. Catostomus catostomus lacustris
629. Catostomus clarkii
630. Catostomus columbianus
631. Catostomus commersonii
632. Catostomus conchos
633. Catostomus discobolus discobolus
634. Catostomus discobolus yarrowi
635. Catostomus fumeiventris
636. Catostomus insignis
637. Catostomus latipinnis
638. Catostomus leopoldi
639. Catostomus macrocheilus
640. Catostomus microps
641. Catostomus nebuliferus
642. Catostomus occidentalis lacusanserinus
643. Catostomus occidentalis occidentalis
644. Catostomus platyrhynchus
645. Catostomus plebeius
646. Catostomus rimiculus
647. Catostomus santaanae
648. Catostomus snyderi
649. Catostomus tahoensis
650. Catostomus warnerensis
651. Catostomus wigginsi
652. Caulolatilus affinis
653. Caulolatilus bermudensis
654. Caulolatilus chrysops
655. Caulolatilus cyanops
656. Caulolatilus dooleyi
657. Caulolatilus guppyi
658. Caulolatilus hubbsi
659. Caulolatilus intermedius
660. Caulolatilus microps
661. Caulolatilus princeps
662. Caulolatilus williamsi
663. Caulophryne jordani
664. Caulophryne pelagica
665. Caulophryne pietschi
666. Caulophryne polynema
667. Cebidichthys violaceus
668. Celestichthys margaritatus
669. Centracanthus cirrus
670. Centrarchops chapini
671. Centrarchus macropterus
672. Centriscops humerosus
673. Centriscus cristatus
674. Centriscus scutatus
675. Centroberyx affinis
676. Centroberyx australis
677. Centroberyx druzhinini
678. Centroberyx gerrardi
679. Centroberyx lineatus
680. Centroberyx rubricaudus
681. Centroberyx spinosus
682. Centrobranchus andreae
683. Centrobranchus brevirostris
684. Centrobranchus choerocephalus
685. Centrobranchus nigroocellatus
686. Centrochir crocodili
687. Centrodoras brachiatus
688. Centrodoras hasemani
689. Centrodraco abstractum
690. Centrodraco acanthopoma
691. Centrodraco gegonipus
692. Centrodraco insolitus
693. Centrodraco nakaboi
694. Centrodraco oregonus lineatus
695. Centrodraco oregonus oregonus
696. Centrodraco ornatus
697. Centrodraco otohime
698. Centrodraco pseudoxenicus
699. Centrodraco rubellus
700. Centrodraco striatus
701. Centrogenys vaigiensis
702. Centrolabrus caeruleus
703. Centrolabrus exoletus
704. Centrolabrus trutta
705. Centrolophus niger
706. Centromochlus altae
707. Centromochlus concolor
708. Centromochlus existimatus
709. Centromochlus heckelii
710. Centromochlus macracanthus
711. Centromochlus megalops
712. Centromochlus perugiae
713. Centromochlus punctatus
714. Centromochlus reticulatus
715. Centromochlus romani
716. Centromochlus schultzi
717. Centrophorus acus
718. Centrophorus atromarginatus
719. Centrophorus granulosus
720. Centrophorus harrissoni
721. Centrophorus isodon
722. Centrophorus lusitanicus
723. Centrophorus moluccensis
724. Centrophorus niaukang
725. Centrophorus robustus
726. Centrophorus seychellorum
727. Centrophorus squamosus
728. Centrophorus tessellatus
729. Centrophorus westraliensis
730. Centrophorus zeehaani
731. Centrophryne spinulosa
732. Centropogon australis
733. Centropogon latifrons
734. Centropogon marmoratus
735. Centropomus armatus
736. Centropomus ensiferus
737. Centropomus medius
738. Centropomus mexicanus
739. Centropomus nigrescens
740. Centropomus parallelus
741. Centropomus pectinatus
742. Centropomus poeyi
743. Centropomus robalito
744. Centropomus undecimalis
745. Centropomus unionensis
746. Centropomus viridis
747. Centropristis fuscula
748. Centropristis ocyurus
749. Centropristis philadelphica
750. Centropristis rufus
751. Centropristis striata
752. Centropyge abei
753. Centropyge acanthops
754. Centropyge argi
755. Centropyge aurantia
756. Centropyge aurantonotus
757. Centropyge bicolor
758. Centropyge bispinosa
759. Centropyge boylei
760. Centropyge colini
761. Centropyge debelius
762. Centropyge eibli
763. Centropyge ferrugata
764. Centropyge fisheri
765. Centropyge flavicauda
766. Centropyge flavipectoralis
767. Centropyge flavissima
768. Centropyge heraldi
769. Centropyge hotumatua
770. Centropyge interruptus
771. Centropyge joculator
772. Centropyge loricula
773. Centropyge multicolor
774. Centropyge multifasciata
775. Centropyge multispinis
776. Centropyge nahackyi
777. Centropyge narcosis
778. Centropyge nigriocella
779. Centropyge nox
780. Centropyge potteri
781. Centropyge resplendens
782. Centropyge shepardi
783. Centropyge tibicen
784. Centropyge venustus
785. Centropyge vrolikii
786. Centroscyllium excelsum
787. Centroscyllium fabricii
788. Centroscyllium granulatum
789. Centroscyllium kamoharai
790. Centroscyllium nigrum
791. Centroscyllium ornatum
792. Centroscyllium ritteri
793. Centroscymnus coelolepis
794. Centroscymnus cryptacanthus
795. Centroscymnus owstonii
796. Centroselachus crepidater
797. Cephalocassis borneensis
798. Cephalocassis jatia
799. Cephalocassis manillensis
800. Cephalocassis melanochir
801. Cephalopholis aitha
802. Cephalopholis argus
803. Cephalopholis aurantia
804. Cephalopholis boenak
805. Cephalopholis cruentata
806. Cephalopholis cyanostigma
807. Cephalopholis formosa
808. Cephalopholis fulva
809. Cephalopholis hemistiktos
810. Cephalopholis igarashiensis
811. Cephalopholis leopardus
812. Cephalopholis microprion
813. Cephalopholis miniata
814. Cephalopholis nigri
815. Cephalopholis oligosticta
816. Cephalopholis panamensis
817. Cephalopholis polleni
818. Cephalopholis polyspila
819. Cephalopholis sexmaculata
820. Cephalopholis sonnerati
821. Cephalopholis spiloparaea
822. Cephalopholis taeniops
823. Cephalopholis urodeta
824. Cephalopsetta ventrocellatus
825. Cephaloscyllium albipinnum
826. Cephaloscyllium circulopullum
827. Cephaloscyllium cooki
828. Cephaloscyllium fasciatum
829. Cephaloscyllium hiscosellum
830. Cephaloscyllium isabellum
831. Cephaloscyllium laticeps
832. Cephaloscyllium parvum
833. Cephaloscyllium pictum
834. Cephaloscyllium sarawakensis
835. Cephaloscyllium signourum
836. Cephaloscyllium silasi
837. Cephaloscyllium speccum
838. Cephaloscyllium sufflans
839. Cephaloscyllium umbratile
840. Cephaloscyllium variegatum
841. Cephaloscyllium ventriosum
842. Cephaloscyllium zebrum
843. Cephalosilurus albomarginatus
844. Cephalosilurus apurensis
845. Cephalosilurus fowleri
846. Cephalosilurus nigricaudus
847. Cephalurus cephalus
848. Cepola australis
849. Cepola haastii
850. Cepola macrophthalma
851. Cepola pauciradiata
852. Cepola schlegelii
853. Ceratias holboelli
854. Ceratias tentaculatus
855. Ceratias uranoscopus
856. Ceratobranchia binghami
857. Ceratobranchia delotaenia
858. Ceratobranchia elatior
859. Ceratobranchia joanae
860. Ceratobranchia obtusirostris
861. Ceratobregma acanthops
862. Ceratobregma helenae
863. Ceratobregma striata
864. Ceratoglanis pachynema
865. Ceratoglanis scleronema
866. Ceratoscopelus maderensis
867. Ceratoscopelus townsendi
868. Ceratoscopelus warmingii
869. Cercamia cladara
870. Cercamia eremia
871. Cerdale fasciata
872. Cerdale floridana
873. Cerdale ionthas
874. Cerdale paludicola
875. Cerdale prolata
876. Cestraeus goldiei
877. Cestraeus oxyrhyncus
878. Cestraeus plicatilis
879. Cetengraulis edentulus
880. Cetengraulis mysticetus
881. Cetichthys indagator
882. Cetichthys parini
883. Cetomimoides parri
884. Cetomimus compunctus
885. Cetomimus craneae
886. Cetomimus gillii
887. Cetomimus hempeli
888. Cetomimus kerdops
889. Cetomimus picklei
890. Cetomimus teevani
891. Cetonurichthys subinflatus
892. Cetonurus crassiceps
893. Cetonurus globiceps
894. Cetopsidium ferreirai
895. Cetopsidium minutum
896. Cetopsidium morenoi
897. Cetopsidium orientale
898. Cetopsidium pemon
899. Cetopsidium roae
900. Cetopsis amphiloxa
901. Cetopsis arcana
902. Cetopsis baudoensis
903. Cetopsis caiapo
904. Cetopsis candiru
905. Cetopsis coecutiens
906. Cetopsis fimbriata
907. Cetopsis gobioides
908. Cetopsis jurubidae
909. Cetopsis montana
910. Cetopsis motatanensis
911. Cetopsis oliveirai
912. Cetopsis orinoco
913. Cetopsis othonops
914. Cetopsis parma
915. Cetopsis pearsoni
916. Cetopsis plumbea
917. Cetopsis sandrae
918. Cetopsis sarcodes
919. Cetopsis starnesi
920. Cetopsis umbrosa
921. Cetopsorhamdia boquillae
922. Cetopsorhamdia filamentosa
923. Cetopsorhamdia iheringi
924. Cetopsorhamdia insidiosa
925. Cetopsorhamdia molinae
926. Cetopsorhamdia nasus
927. Cetopsorhamdia orinoco
928. Cetopsorhamdia phantasia
929. Cetopsorhamdia picklei
930. Cetorhinus maximus
931. Cetoscarus bicolor
932. Cetostoma regani
933. Chaca bankanensis
934. Chaca burmensis
935. Chaca chaca
936. Chaenocephalus aceratus
937. Chaenodraco wilsoni
938. Chaenogaleus macrostoma
939. Chaenogobius annularis
940. Chaenogobius castaneus
941. Chaenogobius cylindricus
942. Chaenogobius heptacanthus
943. Chaenogobius macrognathos
944. Chaenogobius raninus
945. Chaenogobius scrobiculatus
946. Chaenogobius transversefasciatus
947. Chaenomugil proboscideus
948. Chaenophryne draco
949. Chaenophryne longiceps
950. Chaenophryne melanorhabdus
951. Chaenophryne quasiramifera
952. Chaenophryne ramifera
953. Chaenopsis alepidota alepidota
954. Chaenopsis alepidota californiensis
955. Chaenopsis coheni
956. Chaenopsis deltarrhis
957. Chaenopsis limbaughi
958. Chaenopsis megalops
959. Chaenopsis ocellata
960. Chaenopsis resh
961. Chaenopsis roseola
962. Chaenopsis schmitti
963. Chaenopsis stephensi
964. Chaetobranchopsis australis
965. Chaetobranchopsis orbicularis
966. Chaetobranchus flavescens
967. Chaetobranchus semifasciatus
968. Chaetodermis penicilligerus
969. Chaetodipterus faber
970. Chaetodipterus lippei
971. Chaetodipterus zonatus
972. Chaetodon adiergastos
973. Chaetodon andamanensis
974. Chaetodon argentatus
975. Chaetodon assarius
976. Chaetodon aureofasciatus
977. Chaetodon auriga
978. Chaetodon auripes
979. Chaetodon austriacus
980. Chaetodon baronessa
981. Chaetodon bennetti
982. Chaetodon blackburnii
983. Chaetodon burgessi
984. Chaetodon capistratus
985. Chaetodon citrinellus
986. Chaetodon collare
987. Chaetodon daedalma
988. Chaetodon declivis
989. Chaetodon decussatus
990. Chaetodon dialeucos
991. Chaetodon dolosus
992. Chaetodon ephippium
993. Chaetodon excelsa
994. Chaetodon falcula
995. Chaetodon fasciatus
996. Chaetodon flavirostris
997. Chaetodon flavocoronatus
998. Chaetodon fremblii
999. Chaetodon gardineri
1000. Chaetodon guentheri
1001. Chaetodon guttatissimus
1002. Chaetodon hemichrysus
1003. Chaetodon hoefleri
1004. Chaetodon humeralis
1005. Chaetodon interruptus
1006. Chaetodon jayakari
1007. Chaetodon kleinii
1008. Chaetodon larvatus
1009. Chaetodon leucopleura
1010. Chaetodon lineolatus
1011. Chaetodon litus
1012. Chaetodon lunula
1013. Chaetodon lunulatus
1014. Chaetodon madagaskariensis
1015. Chaetodon marleyi
1016. Chaetodon melannotus
1017. Chaetodon melapterus
1018. Chaetodon mertensii
1019. Chaetodon mesoleucos
1020. Chaetodon meyeri
1021. Chaetodon miliaris
1022. Chaetodon mitratus
1023. Chaetodon modestus
1024. Chaetodon multicinctus
1025. Chaetodon nigropunctatus
1026. Chaetodon nippon
1027. Chaetodon ocellatus
1028. Chaetodon ocellicaudus
1029. Chaetodon octofasciatus
1030. Chaetodon ornatissimus
1031. Chaetodon oxycephalus
1032. Chaetodon paucifasciatus
1033. Chaetodon pelewensis
1034. Chaetodon plebeius
1035. Chaetodon punctatofasciatus
1036. Chaetodon quadrimaculatus
1037. Chaetodon rafflesii
1038. Chaetodon rainfordi
1039. Chaetodon reticulatus
1040. Chaetodon robustus
1041. Chaetodon sanctaehelenae
1042. Chaetodon sedentarius
1043. Chaetodon selene
1044. Chaetodon semeion
1045. Chaetodon semilarvatus
1046. Chaetodon smithi
1047. Chaetodon speculum
1048. Chaetodon striatus
1049. Chaetodon tinkeri
1050. Chaetodon triangulum
1051. Chaetodon trichrous
1052. Chaetodon tricinctus
1053. Chaetodon trifascialis
1054. Chaetodon trifasciatus
1055. Chaetodon ulietensis
1056. Chaetodon unimaculatus
1057. Chaetodon vagabundus
1058. Chaetodon wiebeli
1059. Chaetodon xanthocephalus
1060. Chaetodon xanthurus
1061. Chaetodon zanzibarensis
1062. Chaetodontoplus ballinae
1063. Chaetodontoplus caeruleopunctatus
1064. Chaetodontoplus chrysocephalus
1065. Chaetodontoplus conspicillatus
1066. Chaetodontoplus dimidiatus
1067. Chaetodontoplus duboulayi
1068. Chaetodontoplus melanosoma
1069. Chaetodontoplus meredithi
1070. Chaetodontoplus mesoleucus
1071. Chaetodontoplus niger
1072. Chaetodontoplus personifer
1073. Chaetodontoplus septentrionalis
1074. Chaetodontoplus vanderloosi
1075. Chaetostoma aburrensis
1076. Chaetostoma aequinoctiale
1077. Chaetostoma alternifasciatum
1078. Chaetostoma anale
1079. Chaetostoma anomalum
1080. Chaetostoma branickii
1081. Chaetostoma breve
1082. Chaetostoma brevilabiatum
1083. Chaetostoma changae
1084. Chaetostoma daidalmatos
1085. Chaetostoma dermorhynchum
1086. Chaetostoma dorsale
1087. Chaetostoma dupouii
1088. Chaetostoma fischeri
1089. Chaetostoma greeni
1090. Chaetostoma guairense
1091. Chaetostoma jegui
1092. Chaetostoma lepturum
1093. Chaetostoma leucomelas
1094. Chaetostoma lineopunctatum
1095. Chaetostoma loborhynchos
1096. Chaetostoma machiquense
1097. Chaetostoma marcapatae
1098. Chaetostoma marginatum
1099. Chaetostoma marmorescens
1100. Chaetostoma microps
1101. Chaetostoma milesi
1102. Chaetostoma mollinasum
1103. Chaetostoma niveum
1104. Chaetostoma nudirostre
1105. Chaetostoma palmeri
1106. Chaetostoma patiae
1107. Chaetostoma paucispinis
1108. Chaetostoma pearsei
1109. Chaetostoma sericeum
1110. Chaetostoma sovichthys
1111. Chaetostoma stannii
1112. Chaetostoma stroumpoulos
1113. Chaetostoma tachiraense
1114. Chaetostoma taczanowskii
1115. Chaetostoma thomsoni
1116. Chaetostoma vagum
1117. Chaetostoma vasquezi
1118. Chaetostoma venezuelae
1119. Chaetostoma yurubiense
1120. Chaeturichthys stigmatias
1121. Chagunius baileyi
1122. Chagunius chagunio
1123. Chagunius nicholsi
1124. Chalaroderma capito
1125. Chalaroderma ocellata
1126. Chalceus epakros
1127. Chalceus erythrurus
1128. Chalceus fasciatus
1129. Chalceus guaporensis
1130. Chalceus latus
1131. Chalceus macrolepidotus
1132. Chalceus spilogyros
1133. Chalceus taeniatus
1134. Chalinochromis brichardi
1135. Chalinochromis popelini
1136. Chalixodytes chameleontoculis
1137. Chalixodytes tauensis
1138. Champsocephalus esox
1139. Champsocephalus gunnari
1140. Champsochromis caeruleus
1141. Champsochromis spilorhynchus
1142. Champsodon atridorsalis
1143. Champsodon capensis
1144. Champsodon fimbriatus
1145. Champsodon guentheri
1146. Champsodon longipinnis
1147. Champsodon machaeratus
1148. Champsodon nudivittis
1149. Champsodon omanensis
1150. Champsodon pantolepis
1151. Champsodon sagittus
1152. Champsodon sechellensis
1153. Champsodon snyderi
1154. Champsodon vorax
1155. Chanda nama
1156. Chandramara chandramara
1157. Channa amphibeus
1158. Channa argus argus
1159. Channa argus warpachowskii
1160. Channa asiatica
1161. Channa aurantimaculata
1162. Channa bankanensis
1163. Channa baramensis
1164. Channa barca
1165. Channa bleheri
1166. Channa burmanica
1167. Channa cyanospilos
1168. Channa diplogramma
1169. Channa gachua
1170. Channa harcourtbutleri
1171. Channa lucius
1172. Channa maculata
1173. Channa marulioides
1174. Channa marulius
1175. Channa melanoptera
1176. Channa melasoma
1177. Channa micropeltes
1178. Channa nox
1179. Channa orientalis
1180. Channa ornatipinnis
1181. Channa panaw
1182. Channa pleurophthalma
1183. Channa pulchra
1184. Channa punctata
1185. Channa stewartii
1186. Channa striata
1187. Channallabes alvarezi
1188. Channallabes apus
1189. Channallabes longicaudatus
1190. Channallabes ogooensis
1191. Channallabes sanghaensis
1192. Channallabes teugelsi
1193. Channichthys aelitae
1194. Channichthys bospori
1195. Channichthys irinae
1196. Channichthys normani
1197. Channichthys panticapaei
1198. Channichthys rhinoceratus
1199. Channichthys rugosus
1200. Channichthys velifer
1201. Channomuraena bauchotae
1202. Channomuraena vittata
1203. Chanodichthys abramoides
1204. Chanodichthys dabryi
1205. Chanodichthys erythropterus
1206. Chanodichthys flavipinnis
1207. Chanodichthys mongolicus
1208. Chanodichthys oxycephalus
1209. Chanos chanos
1210. Chapalichthys encaustus
1211. Chapalichthys pardalis
1212. Chapalichthys peraticus
1213. Characidium alipioi
1214. Characidium bahiense
1215. Characidium bimaculatum
1216. Characidium boavistae
1217. Characidium boehlkei
1218. Characidium bolivianum
1219. Characidium borellii
1220. Characidium brevirostre
1221. Characidium caucanum
1222. Characidium chupa
1223. Characidium crandellii
1224. Characidium declivirostre
1225. Characidium etheostoma
1226. Characidium etzeli
1227. Characidium fasciatum
1228. Characidium gomesi
1229. Characidium grajahuensis
1230. Characidium hasemani
1231. Characidium heinianum
1232. Characidium heirmostigmata
1233. Characidium interruptum
1234. Characidium japuhybense
1235. Characidium lagosantense
1236. Characidium lanei
1237. Characidium laterale
1238. Characidium lauroi
1239. Characidium longum
1240. Characidium macrolepidotum
1241. Characidium marshi
1242. Characidium nupelia
1243. Characidium occidentale
1244. Characidium oiticicai
1245. Characidium orientale
1246. Characidium pellucidum
1247. Characidium phoxocephalum
1248. Characidium pteroides
1249. Characidium pterostictum
1250. Characidium purpuratum
1251. Characidium rachovii
1252. Characidium roesseli
1253. Characidium sanctjohanni
1254. Characidium schindleri
1255. Characidium schubarti
1256. Characidium serrano
1257. Characidium steindachneri
1258. Characidium stigmosum
1259. Characidium tenue
1260. Characidium timbuiense
1261. Characidium vestigipinne
1262. Characidium vidali
1263. Characidium xanthopterum
1264. Characidium xavante
1265. Characidium zebra
1266. Characodon audax
1267. Characodon garmani
1268. Characodon lateralis
1269. Charax apurensis
1270. Charax caudimaculatus
1271. Charax condei
1272. Charax gibbosus
1273. Charax hemigrammus
1274. Charax leticiae
1275. Charax macrolepis
1276. Charax metae
1277. Charax michaeli
1278. Charax niger
1279. Charax notulatus
1280. Charax pauciradiatus
1281. Charax rupununi
1282. Charax stenopterus
1283. Charax tectifer
1284. Charax unimaculatus
1285. Chascanopsetta crumenalis
1286. Chascanopsetta elski
1287. Chascanopsetta kenyaensis
1288. Chascanopsetta lugubris
1289. Chascanopsetta megagnatha
1290. Chascanopsetta micrognatha
1291. Chascanopsetta prognatha
1292. Chascanopsetta prorigera
1293. Chasmichthys dolichognathus
1294. Chasmichthys gulosus
1295. Chasmistes brevirostris
1296. Chasmistes cujus
1297. Chasmistes fecundus
1298. Chasmistes liorus liorus
1299. Chasmistes liorus mictus
1300. Chasmistes muriei
1301. Chasmocranus brachynema
1302. Chasmocranus brevior
1303. Chasmocranus chimantanus
1304. Chasmocranus longior
1305. Chasmocranus lopezi
1306. Chasmocranus peruanus
1307. Chasmocranus quadrizonatus
1308. Chasmocranus rosae
1309. Chasmocranus surinamensis
1310. Chasmocranus truncatorostris
1311. Chasmodes bosquianus
1312. Chasmodes longimaxilla
1313. Chasmodes saburrae
1314. Chatrabus hendersoni
1315. Chatrabus melanurus
1316. Chaudhuria caudata
1317. Chaudhuria fusipinnis
1318. Chauliodus barbatus
1319. Chauliodus danae
1320. Chauliodus dentatus
1321. Chauliodus macouni
1322. Chauliodus minimus
1323. Chauliodus pammelas
1324. Chauliodus schmidti
1325. Chauliodus sloani
1326. Chauliodus vasnetzovi
1327. Chaunacops coloratus
1328. Chaunacops melanostomus
1329. Chaunacops roseus
1330. Chaunax abei
1331. Chaunax breviradius
1332. Chaunax endeavouri
1333. Chaunax fimbriatus
1334. Chaunax flammeus
1335. Chaunax latipunctatus
1336. Chaunax penicillatus
1337. Chaunax pictus
1338. Chaunax stigmaeus
1339. Chaunax suttkusi
1340. Chaunax tosaensis
1341. Chaunax umbrinus
1342. Cheilinus abudjubbe
1343. Cheilinus chlorourus
1344. Cheilinus fasciatus
1345. Cheilinus lunulatus
1346. Cheilinus oxycephalus
1347. Cheilinus oxyrhynchus
1348. Cheilinus trilobatus
1349. Cheilinus undulatus
1350. Cheilio inermis
1351. Cheilochromis euchilus
1352. Cheilodactylus fasciatus
1353. Cheilodactylus nigripes
1354. Cheilodactylus pixi
1355. Cheilodactylus rubrolabiatus
1356. Cheilodactylus variegatus
1357. Cheilodipterus alleni
1358. Cheilodipterus arabicus
1359. Cheilodipterus artus
1360. Cheilodipterus intermedius
1361. Cheilodipterus isostigmus
1362. Cheilodipterus lachneri
1363. Cheilodipterus macrodon
1364. Cheilodipterus nigrotaeniatus
1365. Cheilodipterus novemstriatus
1366. Cheilodipterus octovittatus
1367. Cheilodipterus parazonatus
1368. Cheilodipterus persicus
1369. Cheilodipterus pygmaios
1370. Cheilodipterus quinquelineatus
1371. Cheilodipterus singapurensis
1372. Cheilodipterus zonatus
1373. Cheilopogon abei
1374. Cheilopogon agoo
1375. Cheilopogon antoncichi
1376. Cheilopogon arcticeps
1377. Cheilopogon atrisignis
1378. Cheilopogon cyanopterus
1379. Cheilopogon doederleinii
1380. Cheilopogon dorsomacula
1381. Cheilopogon exsiliens
1382. Cheilopogon furcatus
1383. Cheilopogon heterurus
1384. Cheilopogon hubbsi
1385. Cheilopogon intermedius
1386. Cheilopogon katoptron
1387. Cheilopogon melanurus
1388. Cheilopogon milleri
1389. Cheilopogon nigricans
1390. Cheilopogon olgae
1391. Cheilopogon papilio
1392. Cheilopogon pinnatibarbatus altipennis
1393. Cheilopogon pinnatibarbatus californicus
1394. Cheilopogon pinnatibarbatus japonicus
1395. Cheilopogon pinnatibarbatus melanocercus
1396. Cheilopogon pinnatibarbatus pinnatibarbatus
1397. Cheilopogon pitcairnensis
1398. Cheilopogon rapanouiensis
1399. Cheilopogon simus
1400. Cheilopogon spilonotopterus
1401. Cheilopogon spilopterus
1402. Cheilopogon suttoni
1403. Cheilopogon unicolor
1404. Cheilopogon ventralis
1405. Cheilopogon xenopterus
1406. Cheiloprion labiatus
1407. Cheilotrema saturnum
1408. Cheimarrichthys fosteri
1409. Cheimerius matsubarai
1410. Cheimerius nufar
1411. Cheirocerus abuelo
1412. Cheirocerus eques
1413. Cheirocerus goeldii
1414. Cheirodon australe
1415. Cheirodon galusdai
1416. Cheirodon ibicuhiensis
1417. Cheirodon interruptus
1418. Cheirodon kiliani
1419. Cheirodon ortegai
1420. Cheirodon parahybae
1421. Cheirodon pisciculus
1422. Cheirodontops geayi
1423. Chela cachius
1424. Chela caeruleostigmata
1425. Chela dadiburjori
1426. Chela fasciata
1427. Chela laubuca
1428. Chela maassi
1429. Chelaethiops bibie
1430. Chelaethiops congicus
1431. Chelaethiops elongatus
1432. Chelaethiops minutus
1433. Chelaethiops rukwaensis
1434. Chelidonichthys capensis
1435. Chelidonichthys gabonensis
1436. Chelidonichthys ischyrus
1437. Chelidonichthys kumu
1438. Chelidonichthys lucerna
1439. Chelidonichthys obscurus
1440. Chelidonichthys queketti
1441. Chelidonichthys spinosus
1442. Chelidoperca hirundinacea
1443. Chelidoperca investigatoris
1444. Chelidoperca lecromi
1445. Chelidoperca margaritifera
1446. Chelidoperca pleurospilus
1447. Chelmon marginalis
1448. Chelmon muelleri
1449. Chelmon rostratus
1450. Chelmonops curiosus
1451. Chelmonops truncatus
1452. Chelon bispinosus
1453. Chelon haematocheilus
1454. Chelon labrosus
1455. Chelonodon laticeps
1456. Chelonodon patoca
1457. Chelonodon pleurospilus
1458. Chendol keelini
1459. Chendol lubricus
1460. Cheroscorpaena tridactyla
1461. Cherublemma emmelas
1462. Chesnonia verrucosa
1463. Chetia brevicauda
1464. Chetia brevis
1465. Chetia flaviventris
1466. Chetia gracilis
1467. Chetia mola
1468. Chetia welwitschi
1469. Chiasmodon bolangeri
1470. Chiasmodon braueri
1471. Chiasmodon lavenbergi
1472. Chiasmodon niger
1473. Chiasmodon subniger
1474. Chilara taylori
1475. Chilatherina alleni
1476. Chilatherina axelrodi
1477. Chilatherina bleheri
1478. Chilatherina bulolo
1479. Chilatherina campsi
1480. Chilatherina crassispinosa
1481. Chilatherina fasciata
1482. Chilatherina lorentzii
1483. Chilatherina pricei
1484. Chilatherina sentaniensis
1485. Chilobrycon deuterodon
1486. Chilochromis duponti
1487. Chiloconger dentatus
1488. Chiloconger philippinensis
1489. Chilodus fritillus
1490. Chilodus gracilis
1491. Chilodus punctatus
1492. Chilodus zunevei
1493. Chiloglanis angolensis
1494. Chiloglanis anoterus
1495. Chiloglanis asymetricaudalis
1496. Chiloglanis batesii
1497. Chiloglanis benuensis
1498. Chiloglanis bifurcus
1499. Chiloglanis brevibarbis
1500. Chiloglanis cameronensis
1501. Chiloglanis carnosus
1502. Chiloglanis congicus
1503. Chiloglanis deckenii
1504. Chiloglanis disneyi
1505. Chiloglanis elisabethianus
1506. Chiloglanis emarginatus
1507. Chiloglanis fasciatus
1508. Chiloglanis harbinger
1509. Chiloglanis kalambo
1510. Chiloglanis lamottei
1511. Chiloglanis lufirae
1512. Chiloglanis lukugae
1513. Chiloglanis macropterus
1514. Chiloglanis marlieri
1515. Chiloglanis mbozi
1516. Chiloglanis microps
1517. Chiloglanis modjensis
1518. Chiloglanis neumanni
1519. Chiloglanis niger
1520. Chiloglanis niloticus
1521. Chiloglanis normani
1522. Chiloglanis occidentalis
1523. Chiloglanis paratus
1524. Chiloglanis pojeri
1525. Chiloglanis polyodon
1526. Chiloglanis polypogon
1527. Chiloglanis pretoriae
1528. Chiloglanis productus
1529. Chiloglanis reticulatus
1530. Chiloglanis rukwaensis
1531. Chiloglanis ruziziensis
1532. Chiloglanis sanagaensis
1533. Chiloglanis sardinhai
1534. Chiloglanis somereni
1535. Chiloglanis swierstrai
1536. Chiloglanis trilobatus
1537. Chiloglanis voltae
1538. Chilomycterus affinis
1539. Chilomycterus antennatus
1540. Chilomycterus antillarum
1541. Chilomycterus atringa
1542. Chilomycterus geometricus
1543. Chilomycterus reticulatus
1544. Chilomycterus schoepfii
1545. Chilomycterus spinosus mauretanicus
1546. Chilomycterus spinosus spinosus
1547. Chilorhinus platyrhynchus
1548. Chilorhinus suensonii
1549. Chiloscyllium arabicum
1550. Chiloscyllium burmensis
1551. Chiloscyllium caeruleopunctatum
1552. Chiloscyllium griseum
1553. Chiloscyllium hasseltii
1554. Chiloscyllium indicum
1555. Chiloscyllium plagiosum
1556. Chiloscyllium punctatum
1557. Chilotilapia rhoadesii
1558. Chimaera argiloba
1559. Chimaera cubana
1560. Chimaera fulva
1561. Chimaera jordani
1562. Chimaera lignaria
1563. Chimaera macrospina
1564. Chimaera monstrosa
1565. Chimaera obscura
1566. Chimaera owstoni
1567. Chimaera panthera
1568. Chimaera phantasma
1569. Chionobathyscus dewitti
1570. Chionodraco hamatus
1571. Chionodraco myersi
1572. Chionodraco rastrospinosus
1573. Chiramenu fluviatilis
1574. Chirocentrodon bleekerianus
1575. Chirocentrus dorab
1576. Chirocentrus nudus
1577. Chirodactylus brachydactylus
1578. Chirodactylus grandis
1579. Chirodactylus jessicalenorum
1580. Chirolophis ascanii
1581. Chirolophis decoratus
1582. Chirolophis japonicus
1583. Chirolophis nugator
1584. Chirolophis saitone
1585. Chirolophis snyderi
1586. Chirolophis tarsodes
1587. Chirolophis wui
1588. Chironemus bicornis
1589. Chironemus delfini
1590. Chironemus georgianus
1591. Chironemus marmoratus
1592. Chironemus microlepis
1593. Chirophryne xenolophus
1594. Chirostoma aculeatum
1595. Chirostoma arge
1596. Chirostoma attenuatum
1597. Chirostoma bartoni
1598. Chirostoma chapalae
1599. Chirostoma charari
1600. Chirostoma compressum
1601. Chirostoma consocium
1602. Chirostoma contrerasi
1603. Chirostoma copandaro
1604. Chirostoma estor
1605. Chirostoma grandocule
1606. Chirostoma humboldtianum
1607. Chirostoma jordani
1608. Chirostoma labarcae
1609. Chirostoma lucius
1610. Chirostoma melanoccus
1611. Chirostoma patzcuaro
1612. Chirostoma promelas
1613. Chirostoma reseratum
1614. Chirostoma riojai
1615. Chirostoma sphyraena
1616. Chirostoma zirahuen
1617. Chirostomias pliopterus
1618. Chitala blanci
1619. Chitala borneensis
1620. Chitala chitala
1621. Chitala hypselonotus
1622. Chitala lopis
1623. Chitala ornata
1624. Chitonotus pugetensis
1625. Chlamydogobius eremius
1626. Chlamydogobius gloveri
1627. Chlamydogobius japalpa
1628. Chlamydogobius micropterus
1629. Chlamydogobius ranunculus
1630. Chlamydogobius squamigenus
1631. Chlamydoselachus anguineus
1632. Chlidichthys abruptus
1633. Chlidichthys auratus
1634. Chlidichthys bibulus
1635. Chlidichthys cacatuoides
1636. Chlidichthys chagosensis
1637. Chlidichthys clibanarius
1638. Chlidichthys foudioides
1639. Chlidichthys inornatus
1640. Chlidichthys johnvoelckeri
1641. Chlidichthys pembae
1642. Chlidichthys randalli
1643. Chlidichthys rubiceps
1644. Chlidichthys smithae
1645. Chlopsis apterus
1646. Chlopsis bicollaris
1647. Chlopsis bicolor
1648. Chlopsis bidentatus
1649. Chlopsis dentatus
1650. Chlopsis kazuko
1651. Chlopsis longidens
1652. Chlopsis olokun
1653. Chlopsis slusserorum
1654. Chlorophthalmus acutifrons
1655. Chlorophthalmus agassizi
1656. Chlorophthalmus albatrossis
1657. Chlorophthalmus atlanticus
1658. Chlorophthalmus bicornis
1659. Chlorophthalmus borealis
1660. Chlorophthalmus brasiliensis
1661. Chlorophthalmus chalybeius
1662. Chlorophthalmus corniger
1663. Chlorophthalmus ichthyandri
1664. Chlorophthalmus mento
1665. Chlorophthalmus nigromarginatus
1666. Chlorophthalmus pectoralis
1667. Chlorophthalmus proridens
1668. Chlorophthalmus punctatus
1669. Chlorophthalmus zvezdae
1670. Chloroscombrus chrysurus
1671. Chloroscombrus orqueta
1672. Chlorurus atrilunula
1673. Chlorurus bleekeri
1674. Chlorurus bowersi
1675. Chlorurus capistratoides
1676. Chlorurus cyanescens
1677. Chlorurus enneacanthus
1678. Chlorurus frontalis
1679. Chlorurus genazonatus
1680. Chlorurus gibbus
1681. Chlorurus japanensis
1682. Chlorurus microrhinos
1683. Chlorurus oedema
1684. Chlorurus perspicillatus
1685. Chlorurus rhakoura
1686. Chlorurus sordidus
1687. Chlorurus strongylocephalus
1688. Chlorurus troschelii
1689. Choerodon anchorago
1690. Choerodon azurio
1691. Choerodon balerensis
1692. Choerodon cauteroma
1693. Choerodon cephalotes
1694. Choerodon cyanodus
1695. Choerodon fasciatus
1696. Choerodon frenatus
1697. Choerodon gomoni
1698. Choerodon graphicus
1699. Choerodon gymnogenys
1700. Choerodon jordani
1701. Choerodon margaritiferus
1702. Choerodon melanostigma
1703. Choerodon monostigma
1704. Choerodon oligacanthus
1705. Choerodon paynei
1706. Choerodon robustus
1707. Choerodon rubescens
1708. Choerodon schoenleinii
1709. Choerodon sugillatum
1710. Choerodon venustus
1711. Choerodon vitta
1712. Choerodon zamboangae
1713. Choerodon zosterophorus
1714. Choeroichthys brachysoma
1715. Choeroichthys cinctus
1716. Choeroichthys latispinosus
1717. Choeroichthys sculptus
1718. Choeroichthys smithi
1719. Choeroichthys suillus
1720. Chologaster cornuta
1721. Chondrostoma almacai
1722. Chondrostoma angorense
1723. Chondrostoma arrigonis
1724. Chondrostoma beysehirense
1725. Chondrostoma colchicum
1726. Chondrostoma cyri
1727. Chondrostoma duriense
1728. Chondrostoma genei
1729. Chondrostoma holmwoodii
1730. Chondrostoma kinzelbachi
1731. Chondrostoma knerii
1732. Chondrostoma kubanicum
1733. Chondrostoma meandrense
1734. Chondrostoma miegii
1735. Chondrostoma nasus
1736. Chondrostoma olisiponensis
1737. Chondrostoma oretanum
1738. Chondrostoma orientale
1739. Chondrostoma oxyrhynchum
1740. Chondrostoma phoxinus
1741. Chondrostoma polylepis
1742. Chondrostoma prespense
1743. Chondrostoma regium
1744. Chondrostoma scodrense
1745. Chondrostoma soetta
1746. Chondrostoma toxostoma
1747. Chondrostoma turiense
1748. Chondrostoma vardarense
1749. Chondrostoma variabile
1750. Chondrostoma willkommii
1751. Chonerhinos silus
1752. Chonophorus macrorhynchus
1753. Chonophorus pallidus
1754. Choridactylus lineatus
1755. Choridactylus multibarbus
1756. Choridactylus natalensis
1757. Choridactylus striatus
1758. Chorisochismus dentex
1759. Chriodorus atherinoides
1760. Chriolepis atrimelum
1761. Chriolepis benthonis
1762. Chriolepis cuneata
1763. Chriolepis dialepta
1764. Chriolepis fisheri
1765. Chriolepis lepidota
1766. Chriolepis minutillus
1767. Chriolepis tagus
1768. Chriolepis vespa
1769. Chriolepis zebra
1770. Chrionema chlorotaenia
1771. Chrionema chryseres
1772. Chrionema furunoi
1773. Chrionema pallidum
1774. Chrionema squamentum
1775. Chrionema squamiceps
1776. Chromaphyosemion ecucuense
1777. Chromaphyosemion erythron
1778. Chromaphyosemion koungueense
1779. Chromaphyosemion melanogaster
1780. Chromaphyosemion melinoeides
1781. Chromaphyosemion omega
1782. Chromaphyosemion punctulatum
1783. Chromidotilapia cavalliensis
1784. Chromidotilapia elongata
1785. Chromidotilapia guentheri guentheri
1786. Chromidotilapia guentheri loennbergi
1787. Chromidotilapia kingsleyae
1788. Chromidotilapia linkei
1789. Chromidotilapia mamonekenei
1790. Chromidotilapia melaniae
1791. Chromidotilapia mrac
1792. Chromidotilapia nana
1793. Chromidotilapia regani
1794. Chromidotilapia schoutedeni
1795. Chromis abrupta
1796. Chromis abyssicola
1797. Chromis abyssus
1798. Chromis acares
1799. Chromis agilis
1800. Chromis albomaculata
1801. Chromis alleni
1802. Chromis alpha
1803. Chromis alta
1804. Chromis amboinensis
1805. Chromis analis
1806. Chromis atrilobata
1807. Chromis atripectoralis
1808. Chromis atripes
1809. Chromis axillaris
1810. Chromis bami
1811. Chromis brevirostris
1812. Chromis cadenati
1813. Chromis caerulea
1814. Chromis caudalis
1815. Chromis chromis
1816. Chromis chrysura
1817. Chromis cinerascens
1818. Chromis circumaurea
1819. Chromis crusma
1820. Chromis cyanea
1821. Chromis dasygenys
1822. Chromis degruyi
1823. Chromis delta
1824. Chromis dimidiata
1825. Chromis dispilus
1826. Chromis earina
1827. Chromis elerae
1828. Chromis enchrysura
1829. Chromis fatuhivae
1830. Chromis flavapicis
1831. Chromis flavaxilla
1832. Chromis flavicauda
1833. Chromis flavipectoralis
1834. Chromis flavomaculata
1835. Chromis fumea
1836. Chromis hanui
1837. Chromis hypsilepis
1838. Chromis insolata
1839. Chromis intercrusma
1840. Chromis iomelas
1841. Chromis jubauna
1842. Chromis klunzingeri
1843. Chromis lepidolepis
1844. Chromis leucura
1845. Chromis limbata
1846. Chromis limbaughi
1847. Chromis lineata
1848. Chromis lubbocki
1849. Chromis margaritifer
1850. Chromis megalopsis
1851. Chromis meridiana
1852. Chromis mirationis
1853. Chromis monochroma
1854. Chromis multilineata
1855. Chromis nigroanalis
1856. Chromis nigrura
1857. Chromis nitida
1858. Chromis notata
1859. Chromis okamurai
1860. Chromis onumai
1861. Chromis opercularis
1862. Chromis ovalis
1863. Chromis ovatiformis
1864. Chromis pamae
1865. Chromis pelloura
1866. Chromis pembae
1867. Chromis planesi
1868. Chromis punctipinnis
1869. Chromis pura
1870. Chromis randalli
1871. Chromis retrofasciata
1872. Chromis sanctaehelenae
1873. Chromis scotochiloptera
1874. Chromis scotti
1875. Chromis struhsakeri
1876. Chromis ternatensis
1877. Chromis trialpha
1878. Chromis vanderbilti
1879. Chromis verater
1880. Chromis viridis
1881. Chromis weberi
1882. Chromis westaustralis
1883. Chromis woodsi
1884. Chromis xanthochira
1885. Chromis xanthopterygia
1886. Chromis xanthura
1887. Chromis xouthos
1888. Chromis xutha
1889. Chromobotia macracanthus
1890. Chromogobius britoi
1891. Chromogobius quadrivittatus
1892. Chromogobius zebratus
1893. Chrysichthys acsiorum
1894. Chrysichthys aluuensis
1895. Chrysichthys ansorgii
1896. Chrysichthys auratus
1897. Chrysichthys bocagii
1898. Chrysichthys brachynema
1899. Chrysichthys brevibarbis
1900. Chrysichthys cranchii
1901. Chrysichthys dageti
1902. Chrysichthys delhezi
1903. Chrysichthys dendrophorus
1904. Chrysichthys depressus
1905. Chrysichthys duttoni
1906. Chrysichthys habereri
1907. Chrysichthys helicophagus
1908. Chrysichthys hildae
1909. Chrysichthys johnelsi
1910. Chrysichthys laticeps
1911. Chrysichthys levequei
1912. Chrysichthys longibarbis
1913. Chrysichthys longidorsalis
1914. Chrysichthys longipinnis
1915. Chrysichthys mabusi
1916. Chrysichthys macropterus
1917. Chrysichthys maurus
1918. Chrysichthys nigrodigitatus
1919. Chrysichthys nyongensis
1920. Chrysichthys ogooensis
1921. Chrysichthys okae
1922. Chrysichthys ornatus
1923. Chrysichthys persimilis
1924. Chrysichthys polli
1925. Chrysichthys punctatus
1926. Chrysichthys rueppelli
1927. Chrysichthys sharpii
1928. Chrysichthys teugelsi
1929. Chrysichthys thonneri
1930. Chrysichthys thysi
1931. Chrysichthys turkana
1932. Chrysichthys uniformis
1933. Chrysichthys wagenaari
1934. Chrysichthys walkeri
1935. Chrysiptera albata
1936. Chrysiptera annulata
1937. Chrysiptera biocellata
1938. Chrysiptera bleekeri
1939. Chrysiptera brownriggii
1940. Chrysiptera caeruleolineata
1941. Chrysiptera cyanea
1942. Chrysiptera cymatilis
1943. Chrysiptera flavipinnis
1944. Chrysiptera galba
1945. Chrysiptera giti
1946. Chrysiptera glauca
1947. Chrysiptera hemicyanea
1948. Chrysiptera kuiteri
1949. Chrysiptera niger
1950. Chrysiptera notialis
1951. Chrysiptera oxycephala
1952. Chrysiptera parasema
1953. Chrysiptera pricei
1954. Chrysiptera rapanui
1955. Chrysiptera rex
1956. Chrysiptera rollandi
1957. Chrysiptera sheila
1958. Chrysiptera sinclairi
1959. Chrysiptera springeri
1960. Chrysiptera starcki
1961. Chrysiptera talboti
1962. Chrysiptera taupou
1963. Chrysiptera traceyi
1964. Chrysiptera tricincta
1965. Chrysiptera unimaculata
1966. Chrysoblephus anglicus
1967. Chrysoblephus cristiceps
1968. Chrysoblephus gibbiceps
1969. Chrysoblephus laticeps
1970. Chrysoblephus lophus
1971. Chrysoblephus puniceus
1972. Chrysobrycon hesperus
1973. Chrysobrycon myersi
1974. Chrysochir aureus
1975. Chuanchia labiosa
1976. Cichla intermedia
1977. Cichla jariina
1978. Cichla kelberi
1979. Cichla melaniae
1980. Cichla mirianae
1981. Cichla monoculus
1982. Cichla nigromaculata
1983. Cichla ocellaris
1984. Cichla orinocensis
1985. Cichla pinima
1986. Cichla piquiti
1987. Cichla pleiozona
1988. Cichla temensis
1989. Cichla thyrorus
1990. Cichla vazzoleri
1991. Cichlasoma aguadae
1992. Cichlasoma alborum
1993. Cichlasoma amarum
1994. Cichlasoma amazonarum
1995. Cichlasoma araguaiense
1996. Cichlasoma atromaculatum
1997. Cichlasoma beani
1998. Cichlasoma bimaculatum
1999. Cichlasoma bocourti
2000. Cichlasoma boliviense
2001. Cichlasoma cienagae
2002. Cichlasoma conchitae
2003. Cichlasoma dimerus
2004. Cichlasoma ericymba
2005. Cichlasoma festae
2006. Cichlasoma geddesi
2007. Cichlasoma gephyrum
2008. Cichlasoma grammodes
2009. Cichlasoma istlanum
2010. Cichlasoma mayorum
2011. Cichlasoma microlepis
2012. Cichlasoma orientale
2013. Cichlasoma orinocense
2014. Cichlasoma ornatum
2015. Cichlasoma paranaense
2016. Cichlasoma portalegrense
2017. Cichlasoma pusillum
2018. Cichlasoma ramsdeni
2019. Cichlasoma salvini
2020. Cichlasoma sanctifranciscense
2021. Cichlasoma stenozonum
2022. Cichlasoma taenia
2023. Cichlasoma trimaculatum
2024. Cichlasoma troschelii
2025. Cichlasoma ufermanni
2026. Cichlasoma urophthalmus
2027. Cichlasoma zebra
2028. Ciliata mustela
2029. Ciliata septentrionalis
2030. Ciliata tchangi
2031. Cilus gilberti
2032. Cinetodus carinatus
2033. Cinetodus conorhynchus
2034. Cinetodus crassilabris
2035. Cinetodus froggatti
2036. Cirrhibarbis capensis
2037. Cirrhigaleus asper
2038. Cirrhigaleus australis
2039. Cirrhigaleus barbifer
2040. Cirrhilabrus adornatus
2041. Cirrhilabrus aurantidorsalis
2042. Cirrhilabrus balteatus
2043. Cirrhilabrus bathyphilus
2044. Cirrhilabrus beauperryi
2045. Cirrhilabrus blatteus
2046. Cirrhilabrus brunneus
2047. Cirrhilabrus cenderawasih
2048. Cirrhilabrus claire
2049. Cirrhilabrus condei
2050. Cirrhilabrus cyanopleura
2051. Cirrhilabrus earlei
2052. Cirrhilabrus exquisitus
2053. Cirrhilabrus filamentosus
2054. Cirrhilabrus flavidorsalis
2055. Cirrhilabrus joanallenae
2056. Cirrhilabrus johnsoni
2057. Cirrhilabrus jordani
2058. Cirrhilabrus katherinae
2059. Cirrhilabrus katoi
2060. Cirrhilabrus laboutei
2061. Cirrhilabrus lanceolatus
2062. Cirrhilabrus lineatus
2063. Cirrhilabrus lubbocki
2064. Cirrhilabrus lunatus
2065. Cirrhilabrus luteovittatus
2066. Cirrhilabrus marjorie
2067. Cirrhilabrus melanomarginatus
2068. Cirrhilabrus morrisoni
2069. Cirrhilabrus punctatus
2070. Cirrhilabrus pylei
2071. Cirrhilabrus randalli
2072. Cirrhilabrus rhomboidalis
2073. Cirrhilabrus roseafascia
2074. Cirrhilabrus rubrimarginatus
2075. Cirrhilabrus rubripinnis
2076. Cirrhilabrus rubrisquamis
2077. Cirrhilabrus rubriventralis
2078. Cirrhilabrus sanguineus
2079. Cirrhilabrus scottorum
2080. Cirrhilabrus solorensis
2081. Cirrhilabrus temminckii
2082. Cirrhilabrus tonozukai
2083. Cirrhilabrus walindi
2084. Cirrhilabrus walshi
2085. Cirrhimuraena calamus
2086. Cirrhimuraena cheilopogon
2087. Cirrhimuraena chinensis
2088. Cirrhimuraena inhacae
2089. Cirrhimuraena oliveri
2090. Cirrhimuraena orientalis
2091. Cirrhimuraena paucidens
2092. Cirrhimuraena playfairii
2093. Cirrhimuraena tapeinoptera
2094. Cirrhimuraena yuanding
2095. Cirrhinus caudimaculatus
2096. Cirrhinus chinensis
2097. Cirrhinus cirrhosus
2098. Cirrhinus fulungee
2099. Cirrhinus inornatus
2100. Cirrhinus jullieni
2101. Cirrhinus lobatus
2102. Cirrhinus macrops
2103. Cirrhinus microlepis
2104. Cirrhinus molitorella
2105. Cirrhinus rubirostris
2106. Cirrhitichthys aprinus
2107. Cirrhitichthys aureus
2108. Cirrhitichthys bleekeri
2109. Cirrhitichthys calliurus
2110. Cirrhitichthys falco
2111. Cirrhitichthys guichenoti
2112. Cirrhitichthys oxycephalus
2113. Cirrhitichthys randalli
2114. Cirrhitops fasciatus
2115. Cirrhitops hubbardi
2116. Cirrhitus albopunctatus
2117. Cirrhitus atlanticus
2118. Cirrhitus pinnulatus
2119. Cirrhitus rivulatus
2120. Cirrhoscyllium expolitum
2121. Cirrhoscyllium formosanum
2122. Cirrhoscyllium japonicum
2123. Cirricaecula johnsoni
2124. Cirricaecula macdowelli
2125. Cirriemblemaria lucasana
2126. Cirrimaxilla formosa
2127. Cirripectes alboapicalis
2128. Cirripectes alleni
2129. Cirripectes auritus
2130. Cirripectes castaneus
2131. Cirripectes chelomatus
2132. Cirripectes filamentosus
2133. Cirripectes fuscoguttatus
2134. Cirripectes gilberti
2135. Cirripectes hutchinsi
2136. Cirripectes imitator
2137. Cirripectes jenningsi
2138. Cirripectes kuwamurai
2139. Cirripectes obscurus
2140. Cirripectes perustus
2141. Cirripectes polyzona
2142. Cirripectes quagga
2143. Cirripectes randalli
2144. Cirripectes springeri
2145. Cirripectes stigmaticus
2146. Cirripectes vanderbilti
2147. Cirripectes variolosus
2148. Cirripectes viriosus
2149. Cirrisalarias bunares
2150. Citharichthys abbotti
2151. Citharichthys amblybregmatus
2152. Citharichthys arctifrons
2153. Citharichthys arenaceus
2154. Citharichthys cornutus
2155. Citharichthys dinoceros
2156. Citharichthys fragilis
2157. Citharichthys gilberti
2158. Citharichthys gnathus
2159. Citharichthys gordae
2160. Citharichthys gymnorhinus
2161. Citharichthys macrops
2162. Citharichthys mariajorisae
2163. Citharichthys minutus
2164. Citharichthys platophrys
2165. Citharichthys sordidus
2166. Citharichthys spilopterus
2167. Citharichthys stampflii
2168. Citharichthys stigmaeus
2169. Citharichthys surinamensis
2170. Citharichthys uhleri
2171. Citharichthys valdezi
2172. Citharichthys xanthostigma
2173. Citharidium ansorgii
2174. Citharinops distichodoides distichodoides
2175. Citharinops distichodoides thomasi
2176. Citharinus citharus citharus
2177. Citharinus citharus intermedius
2178. Citharinus congicus
2179. Citharinus eburneensis
2180. Citharinus gibbosus
2181. Citharinus latus
2182. Citharinus macrolepis
2183. Citharoides axillaris
2184. Citharoides macrolepidotus
2185. Citharoides macrolepis
2186. Citharoides orbitalis
2187. Citharus linguatula
2188. Clariallabes attemsi
2189. Clariallabes brevibarbis
2190. Clariallabes centralis
2191. Clariallabes dumerili
2192. Clariallabes heterocephalus
2193. Clariallabes laticeps
2194. Clariallabes longicauda
2195. Clariallabes manyangae
2196. Clariallabes melas
2197. Clariallabes mutsindoziensis
2198. Clariallabes petricola
2199. Clariallabes pietschmanni
2200. Clariallabes platyprosopos
2201. Clariallabes simeonsi
2202. Clariallabes uelensis
2203. Clariallabes variabilis
2204. Clarias abbreviatus
2205. Clarias agboyiensis
2206. Clarias albopunctatus
2207. Clarias alluaudi
2208. Clarias anfractus
2209. Clarias angolensis
2210. Clarias anguillaris
2211. Clarias batrachus
2212. Clarias batu
2213. Clarias brachysoma
2214. Clarias buettikoferi
2215. Clarias buthupogon
2216. Clarias camerunensis
2217. Clarias cataractus
2218. Clarias cavernicola
2219. Clarias dayi
2220. Clarias dhonti
2221. Clarias dumerilii
2222. Clarias dussumieri
2223. Clarias ebriensis
2224. Clarias engelseni
2225. Clarias fuscus
2226. Clarias gabonensis
2227. Clarias gariepinus
2228. Clarias hilli
2229. Clarias insolitus
2230. Clarias intermedius
2231. Clarias jaensis
2232. Clarias kapuasensis
2233. Clarias laeviceps dialonensis
2234. Clarias laeviceps laeviceps
2235. Clarias lamottei
2236. Clarias leiacanthus
2237. Clarias liocephalus
2238. Clarias longior
2239. Clarias maclareni
2240. Clarias macrocephalus
2241. Clarias macromystax
2242. Clarias meladerma
2243. Clarias microstomus
2244. Clarias nebulosus
2245. Clarias ngamensis
2246. Clarias nieuhofii
2247. Clarias nigricans
2248. Clarias nigromarmoratus
2249. Clarias olivaceus
2250. Clarias pachynema
2251. Clarias planiceps
2252. Clarias platycephalus
2253. Clarias pseudoleiacanthus
2254. Clarias pseudonieuhofii
2255. Clarias salae
2256. Clarias stappersii
2257. Clarias submarginatus
2258. Clarias sulcatus
2259. Clarias teijsmanni
2260. Clarias theodorae
2261. Clarias werneri
2262. Clariger chionomaculatus
2263. Clariger cosmurus
2264. Clariger exilis
2265. Clariger papillosus
2266. Clarkichthys bilineatus
2267. Clarotes bidorsalis
2268. Clarotes laticeps
2269. Cleidopus gloriamaris
2270. Cleisthenes herzensteini
2271. Cleisthenes pinetorum
2272. Cleithracara maronii
2273. Clepticus africanus
2274. Clepticus brasiliensis
2275. Clepticus parrae
2276. Clevelandia ios
2277. Clidoderma asperrimum
2278. Climacoporus navalis
2279. Clinitrachus argentatus
2280. Clinocottus acuticeps
2281. Clinocottus analis
2282. Clinocottus embryum
2283. Clinocottus globiceps
2284. Clinocottus recalvus
2285. Clinoporus biporosus
2286. Clinostomus elongatus
2287. Clinostomus funduloides
2288. Clinus acuminatus
2289. Clinus agilis
2290. Clinus berrisfordi
2291. Clinus brevicristatus
2292. Clinus cottoides
2293. Clinus helenae
2294. Clinus heterodon
2295. Clinus latipennis
2296. Clinus nematopterus
2297. Clinus robustus
2298. Clinus rotundifrons
2299. Clinus spatulatus
2300. Clinus superciliosus
2301. Clinus taurus
2302. Clinus venustris
2303. Clinus woodi
2304. Clupanodon thrissa
2305. Clupea harengus harengus
2306. Clupea harengus membras
2307. Clupea pallasii marisalbi
2308. Clupea pallasii pallasii
2309. Clupea pallasii suworowi
2310. Clupeacharax anchoveoides
2311. Clupeichthys aesarnensis
2312. Clupeichthys bleekeri
2313. Clupeichthys goniognathus
2314. Clupeichthys perakensis
2315. Clupeocharax schoutedeni
2316. Clupeoides borneensis
2317. Clupeoides hypselosoma
2318. Clupeoides papuensis
2319. Clupeoides venulosus
2320. Clupeonella abrau abrau
2321. Clupeonella abrau muhlisi
2322. Clupeonella cultriventris
2323. Clupeonella engrauliformis
2324. Clupeonella grimmi
2325. Clupisoma bastari
2326. Clupisoma garua
2327. Clupisoma longianalis
2328. Clupisoma montana
2329. Clupisoma naziri
2330. Clupisoma nujiangense
2331. Clupisoma prateri
2332. Clupisoma roosae
2333. Clupisoma sinensis
2334. Cnesterodon brevirostratus
2335. Cnesterodon carnegiei
2336. Cnesterodon decemmaculatus
2337. Cnesterodon holopteros
2338. Cnesterodon hypselurus
2339. Cnesterodon iguape
2340. Cnesterodon omorgmatos
2341. Cnesterodon raddai
2342. Cnesterodon septentrionalis
2343. Cnidoglanis macrocephalus
2344. Cobitis albicoloris
2345. Cobitis arachthosensis
2346. Cobitis bilineata
2347. Cobitis bilseli
2348. Cobitis biwae
2349. Cobitis calderoni
2350. Cobitis choii
2351. Cobitis conspersa
2352. Cobitis dolichorhynchus
2353. Cobitis elazigensis
2354. Cobitis elongata
2355. Cobitis elongatoides
2356. Cobitis fahirae
2357. Cobitis granoei
2358. Cobitis hangkugensis
2359. Cobitis hellenica
2360. Cobitis illyrica
2361. Cobitis jadovaensis
2362. Cobitis kellei
2363. Cobitis laoensis
2364. Cobitis laterimaculata
2365. Cobitis lebedevi
2366. Cobitis levantina
2367. Cobitis linea
2368. Cobitis lutheri
2369. Cobitis macrostigma
2370. Cobitis maroccana
2371. Cobitis matsubarai
2372. Cobitis megaspila
2373. Cobitis melanoleuca gladkovi
2374. Cobitis melanoleuca melanoleuca
2375. Cobitis meridionalis
2376. Cobitis misgurnoides
2377. Cobitis pacifica
2378. Cobitis paludica
2379. Cobitis pontica
2380. Cobitis puncticulata
2381. Cobitis punctilineata
2382. Cobitis rhodopensis
2383. Cobitis rossomeridionalis
2384. Cobitis satunini
2385. Cobitis shikokuensis
2386. Cobitis simplicispina
2387. Cobitis sinensis
2388. Cobitis splendens
2389. Cobitis stephanidisi
2390. Cobitis striata
2391. Cobitis strumicae
2392. Cobitis taenia
2393. Cobitis takatsuensis
2394. Cobitis tanaitica
2395. Cobitis taurica
2396. Cobitis tetralineata
2397. Cobitis trichonica
2398. Cobitis turcica
2399. Cobitis vardarensis kurui
2400. Cobitis vardarensis vardarensis
2401. Cobitis vettonica
2402. Cobitis zanandreai
2403. Cobitis zhejiangensis
2404. Coccorella atlantica
2405. Coccorella atrata
2406. Coccotropsis gymnoderma
2407. Cochlefelis burmanica
2408. Cochlefelis danielsi
2409. Cochlefelis insidiator
2410. Cochlefelis spatula
2411. Cochleoceps bassensis
2412. Cochleoceps bicolor
2413. Cochleoceps orientalis
2414. Cochleoceps spatula
2415. Cochleoceps viridis
2416. Cociella crocodila
2417. Cociella heemstrai
2418. Cociella hutchinsi
2419. Cociella punctata
2420. Cociella somaliensis
2421. Cocotropus altipinnis
2422. Cocotropus dermacanthus
2423. Cocotropus echinatus
2424. Cocotropus keramaensis
2425. Cocotropus larvatus
2426. Cocotropus masudai
2427. Cocotropus microps
2428. Cocotropus monacanthus
2429. Cocotropus possi
2430. Cocotropus roseomaculatus
2431. Cocotropus roseus
2432. Cocotropus steinitzi
2433. Coelophrys arca
2434. Coelophrys bradburyae
2435. Coelophrys brevicaudata
2436. Coelophrys brevipes
2437. Coelophrys mollis
2438. Coelophrys oblonga
2439. Coelorinchus acanthiger
2440. Coelorinchus acantholepis
2441. Coelorinchus aconcagua
2442. Coelorinchus acutirostris
2443. Coelorinchus amydrozosterus
2444. Coelorinchus anatirostris
2445. Coelorinchus anisacanthus
2446. Coelorinchus aratrum
2447. Coelorinchus argentatus
2448. Coelorinchus argus
2449. Coelorinchus aspercephalus
2450. Coelorinchus asteroides
2451. Coelorinchus australis
2452. Coelorinchus biclinozonalis
2453. Coelorinchus bollonsi
2454. Coelorinchus braueri
2455. Coelorinchus brevirostris
2456. Coelorinchus campbellicus
2457. Coelorinchus canus
2458. Coelorinchus caribbaeus
2459. Coelorinchus carinifer
2460. Coelorinchus carminatus
2461. Coelorinchus caudani
2462. Coelorinchus celaenostomus
2463. Coelorinchus charius
2464. Coelorinchus chilensis
2465. Coelorinchus cingulatus
2466. Coelorinchus coelorhincus
2467. Coelorinchus commutabilis
2468. Coelorinchus cookianus
2469. Coelorinchus cylindricus
2470. Coelorinchus denticulatus
2471. Coelorinchus divergens
2472. Coelorinchus dorsalis
2473. Coelorinchus doryssus
2474. Coelorinchus fasciatus
2475. Coelorinchus flabellispinnis
2476. Coelorinchus formosanus
2477. Coelorinchus gaesorhynchus
2478. Coelorinchus geronimo
2479. Coelorinchus gilberti
2480. Coelorinchus gladius
2481. Coelorinchus goobala
2482. Coelorinchus gormani
2483. Coelorinchus hexafasciatus
2484. Coelorinchus hige
2485. Coelorinchus hoangi
2486. Coelorinchus horribilis
2487. Coelorinchus hubbsi
2488. Coelorinchus immaculatus
2489. Coelorinchus infuscus
2490. Coelorinchus innotabilis
2491. Coelorinchus japonicus
2492. Coelorinchus jordani
2493. Coelorinchus kaiyomaru
2494. Coelorinchus kamoharai
2495. Coelorinchus karrerae
2496. Coelorinchus kermadecus
2497. Coelorinchus kishinouyei
2498. Coelorinchus labiatus
2499. Coelorinchus lasti
2500. Coelorinchus leptorhinus
2501. Coelorinchus longicephalus
2502. Coelorinchus longissimus
2503. Coelorinchus macrochir
2504. Coelorinchus macrolepis
2505. Coelorinchus macrorhynchus
2506. Coelorinchus maculatus
2507. Coelorinchus marinii
2508. Coelorinchus matamua
2509. Coelorinchus matsubarai
2510. Coelorinchus maurofasciatus
2511. Coelorinchus mayiae
2512. Coelorinchus mediterraneus
2513. Coelorinchus melanobranchus
2514. Coelorinchus melanosagmatus
2515. Coelorinchus mirus
2516. Coelorinchus multifasciatus
2517. Coelorinchus multispinulosus
2518. Coelorinchus mycterismus
2519. Coelorinchus mystax
2520. Coelorinchus nazcaensis
2521. Coelorinchus notatus
2522. Coelorinchus occa
2523. Coelorinchus oliverianus
2524. Coelorinchus parallelus
2525. Coelorinchus pardus
2526. Coelorinchus parvifasciatus
2527. Coelorinchus platorhynchus
2528. Coelorinchus polli
2529. Coelorinchus productus
2530. Coelorinchus quadricristatus
2531. Coelorinchus quincunciatus
2532. Coelorinchus radcliffei
2533. Coelorinchus scaphopsis
2534. Coelorinchus semaphoreus
2535. Coelorinchus sereti
2536. Coelorinchus sexradiatus
2537. Coelorinchus shcherbachevi
2538. Coelorinchus sheni
2539. Coelorinchus simorhynchus
2540. Coelorinchus smithi
2541. Coelorinchus sparsilepis
2542. Coelorinchus spathulata
2543. Coelorinchus spilonotus
2544. Coelorinchus spinifer
2545. Coelorinchus supernasutus
2546. Coelorinchus thompsoni
2547. Coelorinchus thurla
2548. Coelorinchus tokiensis
2549. Coelorinchus trachycarus
2550. Coelorinchus triocellatus
2551. Coelorinchus trunovi
2552. Coelorinchus velifer
2553. Coelorinchus ventrilux
2554. Coelorinchus vityazae
2555. Coelorinchus weberi
2556. Coilia borneensis
2557. Coilia brachygnathus
2558. Coilia coomansi
2559. Coilia dussumieri
2560. Coilia grayii
2561. Coilia lindmani
2562. Coilia macrognathos
2563. Coilia mystus
2564. Coilia nasus
2565. Coilia neglecta
2566. Coilia ramcarati
2567. Coilia rebentischii
2568. Coilia reynaldi
2569. Colisa fasciata
2570. Colisa labiosus
2571. Colisa lalia
2572. Colistium guntheri
2573. Colistium nudipinnis
2574. Colletteichthys dussumieri
2575. Collichthys lucidus
2576. Collichthys niveatus
2577. Collybus drachme
2578. Coloconger cadenati
2579. Coloconger canina
2580. Coloconger eximia
2581. Coloconger giganteus
2582. Coloconger japonicus
2583. Coloconger meadi
2584. Coloconger raniceps
2585. Coloconger scholesi
2586. Cologrammus flavescens
2587. Cololabis adocetus
2588. Cololabis saira
2589. Colomesus asellus
2590. Colomesus psittacus
2591. Colossoma macropomum
2592. Colpichthys hubbsi
2593. Colpichthys regis
2594. Colurodontis paxmani
2595. Comephorus baikalensis
2596. Comephorus dybowskii
2597. Compsaraia compsa
2598. Compsura gorgonae
2599. Compsura heterura
2600. Conger cinereus
2601. Conger conger
2602. Conger erebennus
2603. Conger esculentus
2604. Conger japonicus
2605. Conger macrocephalus
2606. Conger myriaster
2607. Conger oceanicus
2608. Conger oligoporus
2609. Conger orbignianus
2610. Conger philippinus
2611. Conger triporiceps
2612. Conger verreauxi
2613. Conger wilsoni
2614. Congiopodus coriaceus
2615. Congiopodus kieneri
2616. Congiopodus leucopaecilus
2617. Congiopodus peruvianus
2618. Congiopodus spinifer
2619. Congiopodus torvus
2620. Congocharax gossei
2621. Congocharax olbrechtsi
2622. Congocharax spilotaenia
2623. Congochromis dimidiatus
2624. Congochromis pugnatus
2625. Congochromis sabinae
2626. Congochromis squamiceps
2627. Congothrissa gossei
2628. Congresox talabon
2629. Congresox talabonoides
2630. Congrhynchus talabonoides
2631. Congriscus maldivensis
2632. Congriscus marquesaensis
2633. Congriscus megastomus
2634. Congrogadus amplimaculatus
2635. Congrogadus hierichthys
2636. Congrogadus malayanus
2637. Congrogadus spinifer
2638. Congrogadus subducens
2639. Congrogadus winterbottomi
2640. Congrosoma evermanni
2641. Conidens laticephalus
2642. Conidens samoensis
2643. Conniella apterygia
2644. Conocara bertelseni
2645. Conocara fiolenti
2646. Conocara kreffti
2647. Conocara macropterum
2648. Conocara microlepis
2649. Conocara murrayi
2650. Conocara nigrum
2651. Conocara salmoneum
2652. Conocara werneri
2653. Conodon macrops
2654. Conodon nobilis
2655. Conodon serrifer
2656. Conorhynchos conirostris
2657. Conta conta
2658. Conta pectinata
2659. Contusus brevicaudus
2660. Contusus richei
2661. Cookeolus japonicus
2662. Copadichromis atripinnis
2663. Copadichromis azureus
2664. Copadichromis boadzulu
2665. Copadichromis borleyi
2666. Copadichromis chizumuluensis
2667. Copadichromis chrysonotus
2668. Copadichromis cyaneus
2669. Copadichromis cyanocephalus
2670. Copadichromis diplostigma
2671. Copadichromis geertsi
2672. Copadichromis ilesi
2673. Copadichromis insularis
2674. Copadichromis jacksoni
2675. Copadichromis likomae
2676. Copadichromis mbenjii
2677. Copadichromis melas
2678. Copadichromis mloto
2679. Copadichromis nkatae
2680. Copadichromis parvus
2681. Copadichromis pleurostigma
2682. Copadichromis pleurostigmoides
2683. Copadichromis prostoma
2684. Copadichromis quadrimaculatus
2685. Copadichromis trewavasae
2686. Copadichromis trimaculatus
2687. Copadichromis verduyni
2688. Copadichromis virginalis
2689. Copeina guttata
2690. Copeina osgoodi
2691. Copella arnoldi
2692. Copella carsevennensis
2693. Copella compta
2694. Copella eigenmanni
2695. Copella meinkeni
2696. Copella metae
2697. Copella nattereri
2698. Copella nigrofasciata
2699. Copella vilmae
2700. Copionodon lianae
2701. Copionodon orthiocarinatus
2702. Copionodon pecten
2703. Coptobrycon bilineatus
2704. Coptostomabarbus bellcrossi
2705. Coptostomabarbus wittei
2706. Coradion altivelis
2707. Coradion chrysozonus
2708. Coradion melanopus
2709. Coralliozetus angelicus
2710. Coralliozetus boehlkei
2711. Coralliozetus cardonae
2712. Coralliozetus micropes
2713. Coralliozetus rosenblatti
2714. Coralliozetus springeri
2715. Coranthus polyacanthus
2716. Corcyrogobius liechtensteini
2717. Corcyrogobius lubbocki
2718. Cordylancistrus daguae
2719. Cordylancistrus nephelion
2720. Cordylancistrus perijae
2721. Cordylancistrus platycephalus
2722. Cordylancistrus platyrhynchus
2723. Cordylancistrus torbesensis
2724. Coregonus albellus
2725. Coregonus albula
2726. Coregonus alpenae
2727. Coregonus alpinus
2728. Coregonus anaulorum
2729. Coregonus arenicolus
2730. Coregonus artedi
2731. Coregonus atterensis
2732. Coregonus autumnalis
2733. Coregonus baicalensis
2734. Coregonus baunti
2735. Coregonus bavaricus
2736. Coregonus bezola
2737. Coregonus candidus
2738. Coregonus chadary
2739. Coregonus clupeaformis
2740. Coregonus clupeoides
2741. Coregonus confusus
2742. Coregonus danneri
2743. Coregonus fatioi
2744. Coregonus fera
2745. Coregonus fontanae
2746. Coregonus gutturosus
2747. Coregonus heglingus
2748. Coregonus hiemalis
2749. Coregonus hoferi
2750. Coregonus hoyi
2751. Coregonus huntsmani
2752. Coregonus johannae
2753. Coregonus kiyi
2754. Coregonus laurettae
2755. Coregonus lavaretus
2756. Coregonus lucidus
2757. Coregonus lucinensis
2758. Coregonus lutokka
2759. Coregonus macrophthalmus
2760. Coregonus maraena
2761. Coregonus maxillaris
2762. Coregonus megalops
2763. Coregonus migratorius
2764. Coregonus muksun
2765. Coregonus nasus
2766. Coregonus nelsonii
2767. Coregonus nigripinnis
2768. Coregonus nilssoni
2769. Coregonus nobilis
2770. Coregonus oxyrinchus
2771. Coregonus palaea
2772. Coregonus pallasii
2773. Coregonus peled
2774. Coregonus pennantii
2775. Coregonus pidschian
2776. Coregonus pollan
2777. Coregonus pravdinellus
2778. Coregonus reighardi
2779. Coregonus renke
2780. Coregonus restrictus
2781. Coregonus sardinella
2782. Coregonus stigmaticus
2783. Coregonus subautumnalis
2784. Coregonus suidteri
2785. Coregonus trybomi
2786. Coregonus tugun lenensis
2787. Coregonus tugun tugun
2788. Coregonus ussuriensis
2789. Coregonus vandesius
2790. Coregonus wartmanni
2791. Coregonus widegreni
2792. Coregonus zenithicus
2793. Coregonus zuerichensis
2794. Coregonus zugensis
2795. Coreius guichenoti
2796. Coreius heterodon
2797. Coreius septentrionalis
2798. Corematodus shiranus
2799. Corematodus taeniatus
2800. Coreobagrus brevicorpus
2801. Coreobagrus ichikawai
2802. Coreoleuciscus splendidus
2803. Coreoperca herzi
2804. Coreoperca kawamebari
2805. Coreoperca loona
2806. Coreoperca whiteheadi
2807. Corica laciniata
2808. Corica soborna
2809. Coris atlantica
2810. Coris auricularis
2811. Coris aurilineata
2812. Coris aygula
2813. Coris ballieui
2814. Coris batuensis
2815. Coris bulbifrons
2816. Coris caudimacula
2817. Coris centralis
2818. Coris cuvieri
2819. Coris debueni
2820. Coris dorsomacula
2821. Coris flavovittata
2822. Coris formosa
2823. Coris gaimard
2824. Coris hewetti
2825. Coris julis
2826. Coris marquesensis
2827. Coris musume
2828. Coris nigrotaenia
2829. Coris picta
2830. Coris pictoides
2831. Coris roseoviridis
2832. Coris sandeyeri
2833. Coris variegata
2834. Coris venusta
2835. Corniger spinosus
2836. Corumbataia britskii
2837. Corumbataia cuestae
2838. Corumbataia tocantinensis
2839. Corvula macrops
2840. Corydoras acrensis
2841. Corydoras acutus
2842. Corydoras adolfoi
2843. Corydoras aeneus
2844. Corydoras agassizii
2845. Corydoras albolineatus
2846. Corydoras amandajanea
2847. Corydoras amapaensis
2848. Corydoras ambiacus
2849. Corydoras amphibelus
2850. Corydoras approuaguensis
2851. Corydoras araguaiaensis
2852. Corydoras arcuatus
2853. Corydoras areio
2854. Corydoras armatus
2855. Corydoras atropersonatus
2856. Corydoras aurofrenatus
2857. Corydoras axelrodi
2858. Corydoras baderi
2859. Corydoras bicolor
2860. Corydoras bifasciatus
2861. Corydoras bilineatus
2862. Corydoras blochi
2863. Corydoras boehlkei
2864. Corydoras boesemani
2865. Corydoras bondi
2866. Corydoras breei
2867. Corydoras brevirostris
2868. Corydoras burgessi
2869. Corydoras carlae
2870. Corydoras caudimaculatus
2871. Corydoras cervinus
2872. Corydoras cochui
2873. Corydoras concolor
2874. Corydoras condiscipulus
2875. Corydoras copei
2876. Corydoras coppenamensis
2877. Corydoras coriatae
2878. Corydoras crimmeni
2879. Corydoras cruziensis
2880. Corydoras crypticus
2881. Corydoras davidsandsi
2882. Corydoras delphax
2883. Corydoras difluviatilis
2884. Corydoras diphyes
2885. Corydoras duplicareus
2886. Corydoras ehrhardti
2887. Corydoras elegans
2888. Corydoras ellisae
2889. Corydoras ephippifer
2890. Corydoras eques
2891. Corydoras esperanzae
2892. Corydoras evelynae
2893. Corydoras filamentosus
2894. Corydoras flaveolus
2895. Corydoras fowleri
2896. Corydoras garbei
2897. Corydoras geoffroy
2898. Corydoras geryi
2899. Corydoras gomezi
2900. Corydoras gossei
2901. Corydoras gracilis
2902. Corydoras griseus
2903. Corydoras guapore
2904. Corydoras guianensis
2905. Corydoras habrosus
2906. Corydoras haraldschultzi
2907. Corydoras hastatus
2908. Corydoras heteromorphus
2909. Corydoras imitator
2910. Corydoras incolicana
2911. Corydoras isbrueckeri
2912. Corydoras julii
2913. Corydoras kanei
2914. Corydoras lacerdai
2915. Corydoras lamberti
2916. Corydoras latus
2917. Corydoras leopardus
2918. Corydoras leucomelas
2919. Corydoras longipinnis
2920. Corydoras loretoensis
2921. Corydoras loxozonus
2922. Corydoras maculifer
2923. Corydoras mamore
2924. Corydoras melanistius
2925. Corydoras melanotaenia
2926. Corydoras melini
2927. Corydoras metae
2928. Corydoras micracanthus
2929. Corydoras multimaculatus
2930. Corydoras nanus
2931. Corydoras napoensis
2932. Corydoras narcissus
2933. Corydoras nattereri
2934. Corydoras negro
2935. Corydoras nijsseni
2936. Corydoras noelkempffi
2937. Corydoras oiapoquensis
2938. Corydoras ornatus
2939. Corydoras orphnopterus
2940. Corydoras ortegai
2941. Corydoras osteocarus
2942. Corydoras ourastigma
2943. Corydoras oxyrhynchus
2944. Corydoras paleatus
2945. Corydoras panda
2946. Corydoras pantanalensis
2947. Corydoras paragua
2948. Corydoras parallelus
2949. Corydoras pastazensis
2950. Corydoras paucerna
2951. Corydoras pinheiroi
2952. Corydoras polystictus
2953. Corydoras potaroensis
2954. Corydoras pulcher
2955. Corydoras punctatus
2956. Corydoras pygmaeus
2957. Corydoras rabauti
2958. Corydoras reticulatus
2959. Corydoras reynoldsi
2960. Corydoras robineae
2961. Corydoras robustus
2962. Corydoras sanchesi
2963. Corydoras saramaccensis
2964. Corydoras sarareensis
2965. Corydoras schwartzi
2966. Corydoras semiaquilus
2967. Corydoras septentrionalis
2968. Corydoras serratus
2969. Corydoras seussi
2970. Corydoras similis
2971. Corydoras simulatus
2972. Corydoras sipaliwini
2973. Corydoras sodalis
2974. Corydoras solox
2975. Corydoras spectabilis
2976. Corydoras spilurus
2977. Corydoras steindachneri
2978. Corydoras stenocephalus
2979. Corydoras sterbai
2980. Corydoras surinamensis
2981. Corydoras sychri
2982. Corydoras treitlii
2983. Corydoras trilineatus
2984. Corydoras tukano
2985. Corydoras undulatus
2986. Corydoras virginiae
2987. Corydoras vittatus
2988. Corydoras weitzmani
2989. Corydoras xinguensis
2990. Corydoras zygatus
2991. Corymbophanes andersoni
2992. Corymbophanes kaiei
2993. Corynopoma riisei
2994. Coryogalops adamsoni
2995. Coryogalops anomolus
2996. Coryogalops bretti
2997. Coryogalops bulejiensis
2998. Coryogalops monospilus
2999. Coryogalops ochetica
3000. Coryogalops sordida
3001. Coryogalops tessellatus
3002. Coryogalops william
3003. Coryphaena equiselis
3004. Coryphaena hippurus
3005. Coryphaenoides acrolepis
3006. Coryphaenoides affinis
3007. Coryphaenoides alateralis
3008. Coryphaenoides altipinnis
3009. Coryphaenoides anguliceps
3010. Coryphaenoides ariommus
3011. Coryphaenoides armatus
3012. Coryphaenoides asper
3013. Coryphaenoides asprellus
3014. Coryphaenoides boops
3015. Coryphaenoides brevibarbis
3016. Coryphaenoides bucephalus
3017. Coryphaenoides bulbiceps
3018. Coryphaenoides camurus
3019. Coryphaenoides capito
3020. Coryphaenoides carapinus
3021. Coryphaenoides carminifer
3022. Coryphaenoides castaneus
3023. Coryphaenoides cinereus
3024. Coryphaenoides delsolari
3025. Coryphaenoides dossenus
3026. Coryphaenoides dubius
3027. Coryphaenoides fernandezianus
3028. Coryphaenoides ferrieri
3029. Coryphaenoides filamentosus
3030. Coryphaenoides filicauda
3031. Coryphaenoides filifer
3032. Coryphaenoides grahami
3033. Coryphaenoides guentheri
3034. Coryphaenoides gypsochilus
3035. Coryphaenoides hextii
3036. Coryphaenoides hoskynii
3037. Coryphaenoides lecointei
3038. Coryphaenoides leptolepis
3039. Coryphaenoides liocephalus
3040. Coryphaenoides longicirrhus
3041. Coryphaenoides longifilis
3042. Coryphaenoides macrolophus
3043. Coryphaenoides marginatus
3044. Coryphaenoides marshalli
3045. Coryphaenoides mcmillani
3046. Coryphaenoides mediterraneus
3047. Coryphaenoides mexicanus
3048. Coryphaenoides microps
3049. Coryphaenoides microstomus
3050. Coryphaenoides murrayi
3051. Coryphaenoides myersi
3052. Coryphaenoides nasutus
3053. Coryphaenoides oreinos
3054. Coryphaenoides orthogrammus
3055. Coryphaenoides paramarshalli
3056. Coryphaenoides profundicolus
3057. Coryphaenoides rudis
3058. Coryphaenoides rupestris
3059. Coryphaenoides semiscaber
3060. Coryphaenoides serrulatus
3061. Coryphaenoides sibogae
3062. Coryphaenoides spinulosus
3063. Coryphaenoides striaturus
3064. Coryphaenoides subserrulatus
3065. Coryphaenoides thelestomus
3066. Coryphaenoides tydemani
3067. Coryphaenoides woodmasoni
3068. Coryphaenoides yaquinae
3069. Coryphaenoides zaniophorus
3070. Coryphoblennius galerita
3071. Coryphopterus alloides
3072. Coryphopterus bol
3073. Coryphopterus dicrus
3074. Coryphopterus eidolon
3075. Coryphopterus glaucofraenum
3076. Coryphopterus gracilis
3077. Coryphopterus humeralis
3078. Coryphopterus hyalinus
3079. Coryphopterus kuna
3080. Coryphopterus lipernes
3081. Coryphopterus personatus
3082. Coryphopterus punctipectophorus
3083. Coryphopterus thrix
3084. Coryphopterus tortugae
3085. Coryphopterus urospilus
3086. Coryphopterus venezuelae
3087. Corythoichthys amplexus
3088. Corythoichthys benedetto
3089. Corythoichthys flavofasciatus
3090. Corythoichthys haematopterus
3091. Corythoichthys insularis
3092. Corythoichthys intestinalis
3093. Corythoichthys nigripectus
3094. Corythoichthys ocellatus
3095. Corythoichthys paxtoni
3096. Corythoichthys polynotatus
3097. Corythoichthys schultzi
3098. Cosmocampus albirostris
3099. Cosmocampus arctus arctus
3100. Cosmocampus arctus coccineus
3101. Cosmocampus balli
3102. Cosmocampus banneri
3103. Cosmocampus brachycephalus
3104. Cosmocampus darrosanus
3105. Cosmocampus elucens
3106. Cosmocampus hildebrandi
3107. Cosmocampus howensis
3108. Cosmocampus investigatoris
3109. Cosmocampus maxweberi
3110. Cosmocampus profundus
3111. Cosmocampus retropinnis
3112. Cosmochilus cardinalis
3113. Cosmochilus falcifer
3114. Cosmochilus harmandi
3115. Cosmochilus nanlaensis
3116. Cottapistus cottoides
3117. Cottapistus scorpio
3118. Cottinella boulengeri
3119. Cottiusculus gonez
3120. Cottiusculus schmidti
3121. Cottocomephorus alexandrae
3122. Cottocomephorus grewingkii
3123. Cottocomephorus inermis
3124. Cottoperca gobio
3125. Cottunculus granulosus
3126. Cottunculus gyrinoides
3127. Cottunculus konstantinovi
3128. Cottunculus microps
3129. Cottunculus nudus
3130. Cottunculus sadko
3131. Cottunculus spinosus
3132. Cottunculus thomsonii
3133. Cottunculus tubulosus
3134. Cottus aleuticus
3135. Cottus amblystomopsis
3136. Cottus asper
3137. Cottus asperrimus
3138. Cottus aturi
3139. Cottus baileyi
3140. Cottus bairdii
3141. Cottus beldingii
3142. Cottus bendirei
3143. Cottus caeruleomentum
3144. Cottus carolinae
3145. Cottus chattahoochee
3146. Cottus cognatus
3147. Cottus confusus
3148. Cottus czerskii
3149. Cottus duranii
3150. Cottus dzungaricus
3151. Cottus echinatus
3152. Cottus extensus
3153. Cottus girardi
3154. Cottus gobio
3155. Cottus greenei
3156. Cottus gulosus
3157. Cottus hangiongensis
3158. Cottus hispaniolensis
3159. Cottus hubbsi
3160. Cottus hypselurus
3161. Cottus kanawhae
3162. Cottus kazika
3163. Cottus klamathensis
3164. Cottus koreanus
3165. Cottus koshewnikowi
3166. Cottus leiopomus
3167. Cottus marginatus
3168. Cottus metae
3169. Cottus microstomus
3170. Cottus nasalis
3171. Cottus nozawae
3172. Cottus paulus
3173. Cottus perifretum
3174. Cottus perplexus
3175. Cottus petiti
3176. Cottus pitensis
3177. Cottus poecilopus
3178. Cottus pollux
3179. Cottus princeps
3180. Cottus reinii
3181. Cottus rhenanus
3182. Cottus rhotheus
3183. Cottus ricei
3184. Cottus rondeleti
3185. Cottus scaturigo
3186. Cottus sibiricus
3187. Cottus spinulosus
3188. Cottus szanaga
3189. Cottus tallapoosae
3190. Cottus tenuis
3191. Cottus transsilvaniae
3192. Cottus volki
3193. Cotylopus acutipinnis
3194. Cotylopus rubripinnis
3195. Couesius plumbeus
3196. Cranoglanis bouderius
3197. Cranoglanis henrici
3198. Cranoglanis multiradiatus
3199. Crapatalus angusticeps
3200. Crapatalus munroi
3201. Crapatalus novaezelandiae
3202. Crassinarke dormitor
3203. Craterocephalus amniculus
3204. Craterocephalus capreoli
3205. Craterocephalus centralis
3206. Craterocephalus cuneiceps
3207. Craterocephalus dalhousiensis
3208. Craterocephalus eyresii
3209. Craterocephalus fistularis
3210. Craterocephalus fluviatilis
3211. Craterocephalus gloveri
3212. Craterocephalus helenae
3213. Craterocephalus honoriae
3214. Craterocephalus kailolae
3215. Craterocephalus lacustris
3216. Craterocephalus laisapi
3217. Craterocephalus lentiginosus
3218. Craterocephalus marianae
3219. Craterocephalus marjoriae
3220. Craterocephalus mugiloides
3221. Craterocephalus munroi
3222. Craterocephalus nouhuysi
3223. Craterocephalus pauciradiatus
3224. Craterocephalus pimatuae
3225. Craterocephalus randi
3226. Craterocephalus stercusmuscarum fulvus
3227. Craterocephalus stercusmuscarum stercusmuscarum
3228. Craterocephalus stramineus
3229. Cratinus agassizii
3230. Creagrutus affinis
3231. Creagrutus amoenus
3232. Creagrutus anary
3233. Creagrutus atratus
3234. Creagrutus atrisignum
3235. Creagrutus barrigai
3236. Creagrutus beni
3237. Creagrutus bolivari
3238. Creagrutus brevipinnis
3239. Creagrutus britskii
3240. Creagrutus calai
3241. Creagrutus caucanus
3242. Creagrutus changae
3243. Creagrutus cochui
3244. Creagrutus cracentis
3245. Creagrutus crenatus
3246. Creagrutus ephippiatus
3247. Creagrutus figueiredoi
3248. Creagrutus flavescens
3249. Creagrutus gephyrus
3250. Creagrutus gracilis
3251. Creagrutus guanes
3252. Creagrutus gyrospilus
3253. Creagrutus hildebrandi
3254. Creagrutus holmi
3255. Creagrutus hysginus
3256. Creagrutus ignotus
3257. Creagrutus kunturus
3258. Creagrutus lassoi
3259. Creagrutus lepidus
3260. Creagrutus machadoi
3261. Creagrutus magdalenae
3262. Creagrutus magoi
3263. Creagrutus manu
3264. Creagrutus maracaiboensis
3265. Creagrutus maxillaris
3266. Creagrutus melanzonus
3267. Creagrutus melasma
3268. Creagrutus menezesi
3269. Creagrutus meridionalis
3270. Creagrutus molinus
3271. Creagrutus mucipu
3272. Creagrutus muelleri
3273. Creagrutus nigrostigmatus
3274. Creagrutus occidaneus
3275. Creagrutus ortegai
3276. Creagrutus ouranonastes
3277. Creagrutus paraguayensis
3278. Creagrutus paralacus
3279. Creagrutus pearsoni
3280. Creagrutus peruanus
3281. Creagrutus petilus
3282. Creagrutus phasma
3283. Creagrutus pila
3284. Creagrutus planquettei
3285. Creagrutus provenzanoi
3286. Creagrutus runa
3287. Creagrutus saxatilis
3288. Creagrutus seductus
3289. Creagrutus taphorni
3290. Creagrutus tuyuka
3291. Creagrutus ungulus
3292. Creagrutus varii
3293. Creagrutus veruina
3294. Creagrutus vexillapinnus
3295. Creagrutus xiphos
3296. Creagrutus zephyrus
3297. Creedia alleni
3298. Creedia bilineatus
3299. Creedia haswelli
3300. Creedia partimsquamigera
3301. Cremnochorites capensis
3302. Crenicara latruncularium
3303. Crenicara punctulatum
3304. Crenichthys baileyi albivallis
3305. Crenichthys baileyi baileyi
3306. Crenichthys baileyi grandis
3307. Crenichthys baileyi moapae
3308. Crenichthys baileyi thermophilus
3309. Crenichthys nevadae
3310. Crenicichla acutirostris
3311. Crenicichla adspersa
3312. Crenicichla albopunctata
3313. Crenicichla alta
3314. Crenicichla anthurus
3315. Crenicichla brasiliensis
3316. Crenicichla britskii
3317. Crenicichla cametana
3318. Crenicichla celidochilus
3319. Crenicichla cincta
3320. Crenicichla compressiceps
3321. Crenicichla coppenamensis
3322. Crenicichla cyanonotus
3323. Crenicichla cyclostoma
3324. Crenicichla empheres
3325. Crenicichla frenata
3326. Crenicichla gaucho
3327. Crenicichla geayi
3328. Crenicichla hadrostigma
3329. Crenicichla haroldoi
3330. Crenicichla heckeli
3331. Crenicichla hemera
3332. Crenicichla hummelincki
3333. Crenicichla igara
3334. Crenicichla iguapina
3335. Crenicichla iguassuensis
3336. Crenicichla inpa
3337. Crenicichla isbrueckeri
3338. Crenicichla jaguarensis
3339. Crenicichla jegui
3340. Crenicichla johanna
3341. Crenicichla jupiaensis
3342. Crenicichla jurubi
3343. Crenicichla labrina
3344. Crenicichla lacustris
3345. Crenicichla lenticulata
3346. Crenicichla lepidota
3347. Crenicichla lucius
3348. Crenicichla lugubris
3349. Crenicichla macrophthalma
3350. Crenicichla maculata
3351. Crenicichla marmorata
3352. Crenicichla menezesi
3353. Crenicichla minuano
3354. Crenicichla missioneira
3355. Crenicichla mucuryna
3356. Crenicichla multispinosa
3357. Crenicichla nickeriensis
3358. Crenicichla niederleinii
3359. Crenicichla notophthalmus
3360. Crenicichla pellegrini
3361. Crenicichla percna
3362. Crenicichla phaiospilus
3363. Crenicichla prenda
3364. Crenicichla proteus
3365. Crenicichla punctata
3366. Crenicichla pydanielae
3367. Crenicichla regani
3368. Crenicichla reticulata
3369. Crenicichla rosemariae
3370. Crenicichla santosi
3371. Crenicichla saxatilis
3372. Crenicichla scottii
3373. Crenicichla sedentaria
3374. Crenicichla semicincta
3375. Crenicichla semifasciata
3376. Crenicichla sipaliwini
3377. Crenicichla stocki
3378. Crenicichla strigata
3379. Crenicichla sveni
3380. Crenicichla tendybaguassu
3381. Crenicichla ternetzi
3382. Crenicichla tigrina
3383. Crenicichla tingui
3384. Crenicichla urosema
3385. Crenicichla vaillanti
3386. Crenicichla virgatula
3387. Crenicichla vittata
3388. Crenicichla wallacii
3389. Crenicichla yaha
3390. Crenicichla zebrina
3391. Crenidens crenidens
3392. Crenimugil crenilabis
3393. Crenimugil heterocheilos
3394. Crenuchus spilurus
3395. Creocele cardinalis
3396. Crinodus lophodon
3397. Cristacirrhitus punctatus
3398. Cristatogobius albius
3399. Cristatogobius aurimaculatus
3400. Cristatogobius gobioides
3401. Cristatogobius lophius
3402. Cristatogobius nonatoae
3403. Cristatogobius rubripectoralis
3404. Cristiceps argyropleura
3405. Cristiceps aurantiacus
3406. Cristiceps australis
3407. Crocodilichthys gracilis
3408. Croilia mossambica
3409. Cromeria nilotica
3410. Cromeria occidentalis
3411. Cromileptes altivelis
3412. Crossocheilus atrilimes
3413. Crossocheilus burmanicus
3414. Crossocheilus cobitis
3415. Crossocheilus diplochilus
3416. Crossocheilus gnathopogon
3417. Crossocheilus kalliurus
3418. Crossocheilus klatti
3419. Crossocheilus langei
3420. Crossocheilus latius
3421. Crossocheilus multirastellus
3422. Crossocheilus namlenensis
3423. Crossocheilus nigriloba
3424. Crossocheilus oblongus
3425. Crossocheilus periyarensis
3426. Crossocheilus reticulatus
3427. Crossocheilus siamensis
3428. Crossoloricaria bahuaja
3429. Crossoloricaria cephalaspis
3430. Crossoloricaria rhami
3431. Crossoloricaria variegata
3432. Crossoloricaria venezuelae
3433. Crossorhombus azureus
3434. Crossorhombus howensis
3435. Crossorhombus kanekonis
3436. Crossorhombus kobensis
3437. Crossorhombus valderostratus
3438. Crossosalarias macrospilus
3439. Crossostoma chenyiyui
3440. Crossostoma davidi
3441. Crossostoma fascicauda
3442. Crossostoma fasciolatus
3443. Crossostoma lacustre
3444. Crossostoma paucisquama
3445. Crossostoma stigmata
3446. Crossostoma tinkhami
3447. Crossostomus chilensis
3448. Crossostomus fasciatus
3449. Crossostomus sobrali
3450. Cruciglanis pacifici
3451. Cruriraja andamanica
3452. Cruriraja atlantis
3453. Cruriraja cadenati
3454. Cruriraja durbanensis
3455. Cruriraja parcomaculata
3456. Cruriraja poeyi
3457. Cruriraja rugosa
3458. Cruriraja triangularis
3459. Cryodraco antarcticus
3460. Cryodraco atkinsoni
3461. Cryodraco pappenheimi
3462. Cryothenia amphitreta
3463. Cryothenia peninsulae
3464. Cryptacanthodes aleutensis
3465. Cryptacanthodes bergi
3466. Cryptacanthodes giganteus
3467. Cryptacanthodes maculatus
3468. Cryptarius daugueti
3469. Cryptarius truncatus
3470. Cryptichthys jojettae
3471. Cryptocentroides arabicus
3472. Cryptocentroides insignis
3473. Cryptocentrus albidorsus
3474. Cryptocentrus bulbiceps
3475. Cryptocentrus caeruleomaculatus
3476. Cryptocentrus caeruleopunctatus
3477. Cryptocentrus callopterus
3478. Cryptocentrus cebuanus
3479. Cryptocentrus cephalotaenius
3480. Cryptocentrus cinctus
3481. Cryptocentrus cryptocentrus
3482. Cryptocentrus cyanotaenia
3483. Cryptocentrus diproctotaenia
3484. Cryptocentrus fasciatus
3485. Cryptocentrus flavus
3486. Cryptocentrus inexplicatus
3487. Cryptocentrus insignitus
3488. Cryptocentrus koumansi
3489. Cryptocentrus leonis
3490. Cryptocentrus leptocephalus
3491. Cryptocentrus leucostictus
3492. Cryptocentrus lutheri
3493. Cryptocentrus malindiensis
3494. Cryptocentrus maudae
3495. Cryptocentrus melanopus
3496. Cryptocentrus nigrocellatus
3497. Cryptocentrus niveatus
3498. Cryptocentrus octofasciatus
3499. Cryptocentrus pavoninoides
3500. Cryptocentrus polyophthalmus
3501. Cryptocentrus pretiosus
3502. Cryptocentrus russus
3503. Cryptocentrus shigensis
3504. Cryptocentrus singapurensis
3505. Cryptocentrus strigilliceps
3506. Cryptocentrus wehrlei
3507. Cryptocentrus yatsui
3508. Cryptoheros altoflavus
3509. Cryptoheros chetumalensis
3510. Cryptoheros cutteri
3511. Cryptoheros myrnae
3512. Cryptoheros nanoluteus
3513. Cryptoheros panamensis
3514. Cryptoheros sajica
3515. Cryptoheros septemfasciatus
3516. Cryptoheros spilurus
3517. Cryptopsaras couesii
3518. Cryptotomus roseus
3519. Cryptotora thamicola
3520. Cryptotrema corallinum
3521. Cryptotrema seftoni
3522. Crystallaria asprella
3523. Crystallaria cincotta
3524. Crystallias matsushimae
3525. Crystallichthys cameliae
3526. Crystallichthys cyclospilus
3527. Crystallichthys mirabilis
3528. Crystallodytes cookei
3529. Crystallodytes pauciradiatus
3530. Crystallogobius linearis
3531. Ctenacis fehlmanni
3532. Cteniloricaria fowleri
3533. Cteniloricaria maculata
3534. Cteniloricaria platystoma
3535. Ctenobrycon alleni
3536. Ctenobrycon hauxwellianus
3537. Ctenobrycon multiradiatus
3538. Ctenobrycon spilurus
3539. Ctenochaetus binotatus
3540. Ctenochaetus cyanocheilus
3541. Ctenochaetus flavicauda
3542. Ctenochaetus hawaiiensis
3543. Ctenochaetus marginatus
3544. Ctenochaetus striatus
3545. Ctenochaetus strigosus
3546. Ctenochaetus tominiensis
3547. Ctenochaetus truncatus
3548. Ctenochirichthys longimanus
3549. Ctenochromis pectoralis
3550. Ctenogobiops aurocingulus
3551. Ctenogobiops crocineus
3552. Ctenogobiops feroculus
3553. Ctenogobiops formosa
3554. Ctenogobiops maculosus
3555. Ctenogobiops mitodes
3556. Ctenogobiops phaeostictus
3557. Ctenogobiops pomastictus
3558. Ctenogobiops tangaroai
3559. Ctenogobius aestivaregia
3560. Ctenogobius boleosoma
3561. Ctenogobius cervicosquamus
3562. Ctenogobius chengtuensis
3563. Ctenogobius clarki
3564. Ctenogobius claytonii
3565. Ctenogobius fasciatus
3566. Ctenogobius filamentosus
3567. Ctenogobius fukushimai
3568. Ctenogobius lepturus
3569. Ctenogobius manglicola
3570. Ctenogobius parvus
3571. Ctenogobius pseudofasciatus
3572. Ctenogobius puncticeps
3573. Ctenogobius saepepallens
3574. Ctenogobius sagittula
3575. Ctenogobius shennongensis
3576. Ctenogobius shufeldti
3577. Ctenogobius smaragdus
3578. Ctenogobius stigmaticus
3579. Ctenogobius stigmaturus
3580. Ctenogobius szechuanensis
3581. Ctenogobius yaoshanensis
3582. Ctenolabrus rupestris
3583. Ctenolucius beani
3584. Ctenolucius hujeta
3585. Ctenopharyngodon idella
3586. Ctenopharynx intermedius
3587. Ctenopharynx nitidus
3588. Ctenopharynx pictus
3589. Ctenopoma acutirostre
3590. Ctenopoma argentoventer
3591. Ctenopoma ashbysmithi
3592. Ctenopoma breviventrale
3593. Ctenopoma ctenotis
3594. Ctenopoma garuanum
3595. Ctenopoma houyi
3596. Ctenopoma kingsleyae
3597. Ctenopoma machadoi
3598. Ctenopoma maculatum
3599. Ctenopoma multispine
3600. Ctenopoma muriei
3601. Ctenopoma nebulosum
3602. Ctenopoma nigropannosum
3603. Ctenopoma ocellatum
3604. Ctenopoma pellegrini
3605. Ctenopoma petherici
3606. Ctenopoma riggenbachi
3607. Ctenopoma togoensis
3608. Ctenopoma weeksii
3609. Ctenops nobilis
3610. Ctenosciaena gracilicirrhus
3611. Ctenosciaena peruviana
3612. Ctenotrypauchen chinensis
3613. Ctenotrypauchen microcephalus
3614. Cualac tessellatus
3615. Cubanichthys cubensis
3616. Cubanichthys pengelleyi
3617. Cubiceps baxteri
3618. Cubiceps caeruleus
3619. Cubiceps capensis
3620. Cubiceps gracilis
3621. Cubiceps kotlyari
3622. Cubiceps macrolepis
3623. Cubiceps nanus
3624. Cubiceps paradoxus
3625. Cubiceps pauciradiatus
3626. Cubiceps squamiceps
3627. Cubiceps whiteleggii
3628. Culaea inconstans
3629. Culter alburnus
3630. Culter mongolicus
3631. Culter oxycephaloides
3632. Culter recurviceps
3633. Cultrichthys compressocorpus
3634. Cunningtonia longiventralis
3635. Curimata acutirostris
3636. Curimata aspera
3637. Curimata cerasina
3638. Curimata cisandina
3639. Curimata cyprinoides
3640. Curimata incompta
3641. Curimata inornata
3642. Curimata knerii
3643. Curimata macrops
3644. Curimata mivartii
3645. Curimata ocellata
3646. Curimata roseni
3647. Curimata vittata
3648. Curimatella alburna
3649. Curimatella dorsalis
3650. Curimatella immaculata
3651. Curimatella lepidura
3652. Curimatella meyeri
3653. Curimatopsis crypticus
3654. Curimatopsis evelynae
3655. Curimatopsis macrolepis
3656. Curimatopsis microlepis
3657. Curimatopsis myersi
3658. Cyanocharax alegretensis
3659. Cyanocharax dicropotamicus
3660. Cyanocharax itaimbe
3661. Cyanocharax lepiclastus
3662. Cyanocharax tipiaia
3663. Cyanocharax uruguayensis
3664. Cyathochromis obliquidens
3665. Cyathopharynx furcifer
3666. Cybiosarda elegans
3667. Cycleptus elongatus
3668. Cycleptus meridionalis
3669. Cyclichthys hardenbergi
3670. Cyclichthys orbicularis
3671. Cyclichthys spilostylus
3672. Cyclocheilichthys apogon
3673. Cyclocheilichthys armatus
3674. Cyclocheilichthys enoplus
3675. Cyclocheilichthys furcatus
3676. Cyclocheilichthys heteronema
3677. Cyclocheilichthys janthochir
3678. Cyclocheilichthys lagleri
3679. Cyclocheilichthys repasson
3680. Cyclocheilichthys schoppeae
3681. Cyclocheilichthys sinensis
3682. Cyclopharynx fwae
3683. Cyclopharynx schwetzi
3684. Cyclopsetta chittendeni
3685. Cyclopsetta decussata
3686. Cyclopsetta fimbriata
3687. Cyclopsetta panamensis
3688. Cyclopsetta querna
3689. Cyclopsis tentacularis
3690. Cyclopteropsis bergi
3691. Cyclopteropsis brashnikowi
3692. Cyclopteropsis inarmatus
3693. Cyclopteropsis jordani
3694. Cyclopteropsis lindbergi
3695. Cyclopteropsis mcalpini
3696. Cyclopteropsis popovi
3697. Cyclopterus lumpus
3698. Cyclothone acclinidens
3699. Cyclothone alba
3700. Cyclothone atraria
3701. Cyclothone braueri
3702. Cyclothone kobayashii
3703. Cyclothone livida
3704. Cyclothone microdon
3705. Cyclothone obscura
3706. Cyclothone pacifica
3707. Cyclothone pallida
3708. Cyclothone parapallida
3709. Cyclothone pseudopallida
3710. Cyclothone pygmaea
3711. Cyclothone signata
3712. Cyema atrum
3713. Cygnodraco mawsoni
3714. Cymatoceps nasutus
3715. Cymatogaster aggregata
3716. Cymbacephalus beauforti
3717. Cymbacephalus bosschei
3718. Cymbacephalus nematophthalmus
3719. Cymbacephalus staigeri
3720. Cymolutes lecluse
3721. Cymolutes praetextatus
3722. Cymolutes torquatus
3723. Cynodon gibbus
3724. Cynodon meionactis
3725. Cynodon septenarius
3726. Cynoglossus abbreviatus
3727. Cynoglossus acaudatus
3728. Cynoglossus acutirostris
3729. Cynoglossus arel
3730. Cynoglossus attenuatus
3731. Cynoglossus bilineatus
3732. Cynoglossus broadhursti
3733. Cynoglossus browni
3734. Cynoglossus cadenati
3735. Cynoglossus canariensis
3736. Cynoglossus capensis
3737. Cynoglossus carpenteri
3738. Cynoglossus cynoglossus
3739. Cynoglossus dispar
3740. Cynoglossus dollfusi
3741. Cynoglossus dubius
3742. Cynoglossus durbanensis
3743. Cynoglossus feldmanni
3744. Cynoglossus gilchristi
3745. Cynoglossus gracilis
3746. Cynoglossus heterolepis
3747. Cynoglossus interruptus
3748. Cynoglossus itinus
3749. Cynoglossus joyneri
3750. Cynoglossus kapuasensis
3751. Cynoglossus kopsii
3752. Cynoglossus lachneri
3753. Cynoglossus lida
3754. Cynoglossus lighti
3755. Cynoglossus lineolatus
3756. Cynoglossus lingua
3757. Cynoglossus maccullochi
3758. Cynoglossus macrolepidotus
3759. Cynoglossus macrophthalmus
3760. Cynoglossus macrostomus
3761. Cynoglossus maculipinnis
3762. Cynoglossus marleyi
3763. Cynoglossus melampetalus
3764. Cynoglossus microlepis
3765. Cynoglossus monodi
3766. Cynoglossus monopus
3767. Cynoglossus nigropinnatus
3768. Cynoglossus ochiaii
3769. Cynoglossus ogilbyi
3770. Cynoglossus oligolepis
3771. Cynoglossus pottii
3772. Cynoglossus puncticeps
3773. Cynoglossus purpureomaculatus
3774. Cynoglossus robustus
3775. Cynoglossus roulei
3776. Cynoglossus sealarki
3777. Cynoglossus semifasciatus
3778. Cynoglossus semilaevis
3779. Cynoglossus senegalensis
3780. Cynoglossus sibogae
3781. Cynoglossus sinicus
3782. Cynoglossus sinusarabici
3783. Cynoglossus suyeni
3784. Cynoglossus trigrammus
3785. Cynoglossus trulla
3786. Cynoglossus waandersii
3787. Cynoglossus zanzibarensis
3788. Cynolebias albipunctatus
3789. Cynolebias altus
3790. Cynolebias attenuatus
3791. Cynolebias gibbus
3792. Cynolebias gilbertoi
3793. Cynolebias griseus
3794. Cynolebias itapicuruensis
3795. Cynolebias leptocephalus
3796. Cynolebias microphthalmus
3797. Cynolebias paraguassuensis
3798. Cynolebias perforatus
3799. Cynolebias porosus
3800. Cynolebias reicherti
3801. Cynolebias vazabarrisensis
3802. Cynomacrurus piriei
3803. Cynopoecilus fulgens
3804. Cynopoecilus intimus
3805. Cynopoecilus melanotaenia
3806. Cynopoecilus multipapillatus
3807. Cynopoecilus nigrovittatus
3808. Cynoponticus coniceps
3809. Cynoponticus ferox
3810. Cynoponticus savanna
3811. Cynopotamus amazonus
3812. Cynopotamus argenteus
3813. Cynopotamus atratoensis
3814. Cynopotamus bipunctatus
3815. Cynopotamus essequibensis
3816. Cynopotamus gouldingi
3817. Cynopotamus juruenae
3818. Cynopotamus kincaidi
3819. Cynopotamus magdalenae
3820. Cynopotamus tocantinensis
3821. Cynopotamus venezuelae
3822. Cynopotamus xinguano
3823. Cynoscion acoupa
3824. Cynoscion albus
3825. Cynoscion analis
3826. Cynoscion arenarius
3827. Cynoscion guatucupa
3828. Cynoscion jamaicensis
3829. Cynoscion leiarchus
3830. Cynoscion microlepidotus
3831. Cynoscion nannus
3832. Cynoscion nebulosus
3833. Cynoscion nortoni
3834. Cynoscion nothus
3835. Cynoscion othonopterus
3836. Cynoscion parvipinnis
3837. Cynoscion phoxocephalus
3838. Cynoscion praedatorius
3839. Cynoscion regalis
3840. Cynoscion reticulatus
3841. Cynoscion similis
3842. Cynoscion squamipinnis
3843. Cynoscion steindachneri
3844. Cynoscion stolzmanni
3845. Cynoscion striatus
3846. Cynoscion virescens
3847. Cynoscion xanthulus
3848. Cynotilapia afra
3849. Cynotilapia axelrodi
3850. Cynotilapia pulpican
3851. Cypho purpurascens
3852. Cyphocharax abramoides
3853. Cyphocharax aspilos
3854. Cyphocharax derhami
3855. Cyphocharax festivus
3856. Cyphocharax gangamon
3857. Cyphocharax gilbert
3858. Cyphocharax gillii
3859. Cyphocharax gouldingi
3860. Cyphocharax helleri
3861. Cyphocharax laticlavius
3862. Cyphocharax leucostictus
3863. Cyphocharax magdalenae
3864. Cyphocharax meniscaprorus
3865. Cyphocharax mestomyllon
3866. Cyphocharax microcephalus
3867. Cyphocharax modestus
3868. Cyphocharax multilineatus
3869. Cyphocharax nagelii
3870. Cyphocharax nigripinnis
3871. Cyphocharax notatus
3872. Cyphocharax oenas
3873. Cyphocharax pantostictos
3874. Cyphocharax platanus
3875. Cyphocharax plumbeus
3876. Cyphocharax punctatus
3877. Cyphocharax saladensis
3878. Cyphocharax santacatarinae
3879. Cyphocharax signatus
3880. Cyphocharax spilotus
3881. Cyphocharax spiluropsis
3882. Cyphocharax spilurus
3883. Cyphocharax stilbolepis
3884. Cyphocharax vanderi
3885. Cyphocharax vexillapinnus
3886. Cyphocharax voga
3887. Cyphocottus eurystomus
3888. Cyphocottus megalops
3889. Cyphotilapia frontosa
3890. Cyphotilapia gibberosa
3891. Cyprichromis coloratus
3892. Cyprichromis leptosoma
3893. Cyprichromis microlepidotus
3894. Cyprichromis pavo
3895. Cyprichromis zonatus
3896. Cyprinella alvarezdelvillari
3897. Cyprinella analostana
3898. Cyprinella bocagrande
3899. Cyprinella caerulea
3900. Cyprinella callisema
3901. Cyprinella callistia
3902. Cyprinella callitaenia
3903. Cyprinella camura
3904. Cyprinella chloristia
3905. Cyprinella formosa
3906. Cyprinella galactura
3907. Cyprinella garmani
3908. Cyprinella gibbsi
3909. Cyprinella labrosa
3910. Cyprinella leedsi
3911. Cyprinella lepida
3912. Cyprinella lutrensis
3913. Cyprinella nivea
3914. Cyprinella ornata
3915. Cyprinella panarcys
3916. Cyprinella proserpina
3917. Cyprinella pyrrhomelas
3918. Cyprinella rutila
3919. Cyprinella spiloptera
3920. Cyprinella stigmatura
3921. Cyprinella trichroistia
3922. Cyprinella venusta
3923. Cyprinella whipplei
3924. Cyprinella xaenura
3925. Cyprinella xanthicara
3926. Cyprinion acinaces acinaces
3927. Cyprinion acinaces hijazi
3928. Cyprinion kais
3929. Cyprinion macrostomum
3930. Cyprinion mhalensis
3931. Cyprinion microphthalmum microphthalmum
3932. Cyprinion microphthalmum muscatensis
3933. Cyprinion milesi
3934. Cyprinion semiplotum
3935. Cyprinion tenuiradius
3936. Cyprinion watsoni
3937. Cyprinocirrhites polyactis
3938. Cyprinodon albivelis
3939. Cyprinodon alvarezi
3940. Cyprinodon arcuatus
3941. Cyprinodon artifrons
3942. Cyprinodon atrorus
3943. Cyprinodon beltrani
3944. Cyprinodon bifasciatus
3945. Cyprinodon bobmilleri
3946. Cyprinodon bondi
3947. Cyprinodon bovinus
3948. Cyprinodon ceciliae
3949. Cyprinodon dearborni
3950. Cyprinodon diabolis
3951. Cyprinodon elegans
3952. Cyprinodon eremus
3953. Cyprinodon esconditus
3954. Cyprinodon eximius
3955. Cyprinodon fontinalis
3956. Cyprinodon higuey
3957. Cyprinodon hubbsi
3958. Cyprinodon inmemoriam
3959. Cyprinodon labiosus
3960. Cyprinodon laciniatus
3961. Cyprinodon latifasciatus
3962. Cyprinodon longidorsalis
3963. Cyprinodon macrolepis
3964. Cyprinodon macularius
3965. Cyprinodon maya
3966. Cyprinodon meeki
3967. Cyprinodon nazas
3968. Cyprinodon nevadensis amargosae
3969. Cyprinodon nevadensis callidae
3970. Cyprinodon nevadensis mionectes
3971. Cyprinodon nevadensis nevadensis
3972. Cyprinodon nevadensis pectoralis
3973. Cyprinodon nevadensis shoshone
3974. Cyprinodon nichollsi
3975. Cyprinodon pachycephalus
3976. Cyprinodon pecosensis
3977. Cyprinodon pisteri
3978. Cyprinodon radiosus
3979. Cyprinodon riverendi
3980. Cyprinodon rubrofluviatilis
3981. Cyprinodon salinus milleri
3982. Cyprinodon salinus salinus
3983. Cyprinodon salvadori
3984. Cyprinodon simus
3985. Cyprinodon suavium
3986. Cyprinodon tularosa
3987. Cyprinodon variegatus baconi
3988. Cyprinodon variegatus ovinus
3989. Cyprinodon variegatus variegatus
3990. Cyprinodon verecundus
3991. Cyprinodon veronicae
3992. Cyprinus acutidorsalis
3993. Cyprinus barbatus
3994. Cyprinus carpio carpio
3995. Cyprinus carpio haematopterus
3996. Cyprinus carpio viridiviolaceus
3997. Cyprinus centralus
3998. Cyprinus chilia
3999. Cyprinus cocsa
4000. Cyprinus dai
4001. Cyprinus daliensis
4002. Cyprinus exophthalmus
4003. Cyprinus fuxianensis
4004. Cyprinus hyperdorsalis
4005. Cyprinus ilishaestomus
4006. Cyprinus intha
4007. Cyprinus longipectoralis
4008. Cyprinus longzhouensis
4009. Cyprinus mahuensis
4010. Cyprinus megalophthalmus
4011. Cyprinus micristius
4012. Cyprinus multitaeniata
4013. Cyprinus pellegrini
4014. Cyprinus qionghaiensis
4015. Cyprinus rubrofuscus
4016. Cyprinus yilongensis
4017. Cyprinus yunnanensis
4018. Cypselurus angusticeps
4019. Cypselurus callopterus
4020. Cypselurus comatus
4021. Cypselurus hexazona
4022. Cypselurus hiraii
4023. Cypselurus naresii
4024. Cypselurus oligolepis
4025. Cypselurus opisthopus
4026. Cypselurus poecilopterus
4027. Cypselurus starksi
4028. Cyrtocara moorii
4029. Cyttomimus affinis
4030. Cyttomimus stelgis
4031. Cyttopsis cypho
4032. Cyttopsis rosea
4033. Cyttus australis
4034. Cyttus novaezealandiae
4035. Cyttus traversi